# Liste von Burgen, Schlössern und Festungen im Département Morbihan
Die Liste von Burgen, Schlössern und Festungen im Département Morbihan listet bestehende und abgegangene Anlagen im Département Morbihan auf. Das Département zählt zur Region Bretagne in Frankreich.

Wappen des Départements Morbihan (56)
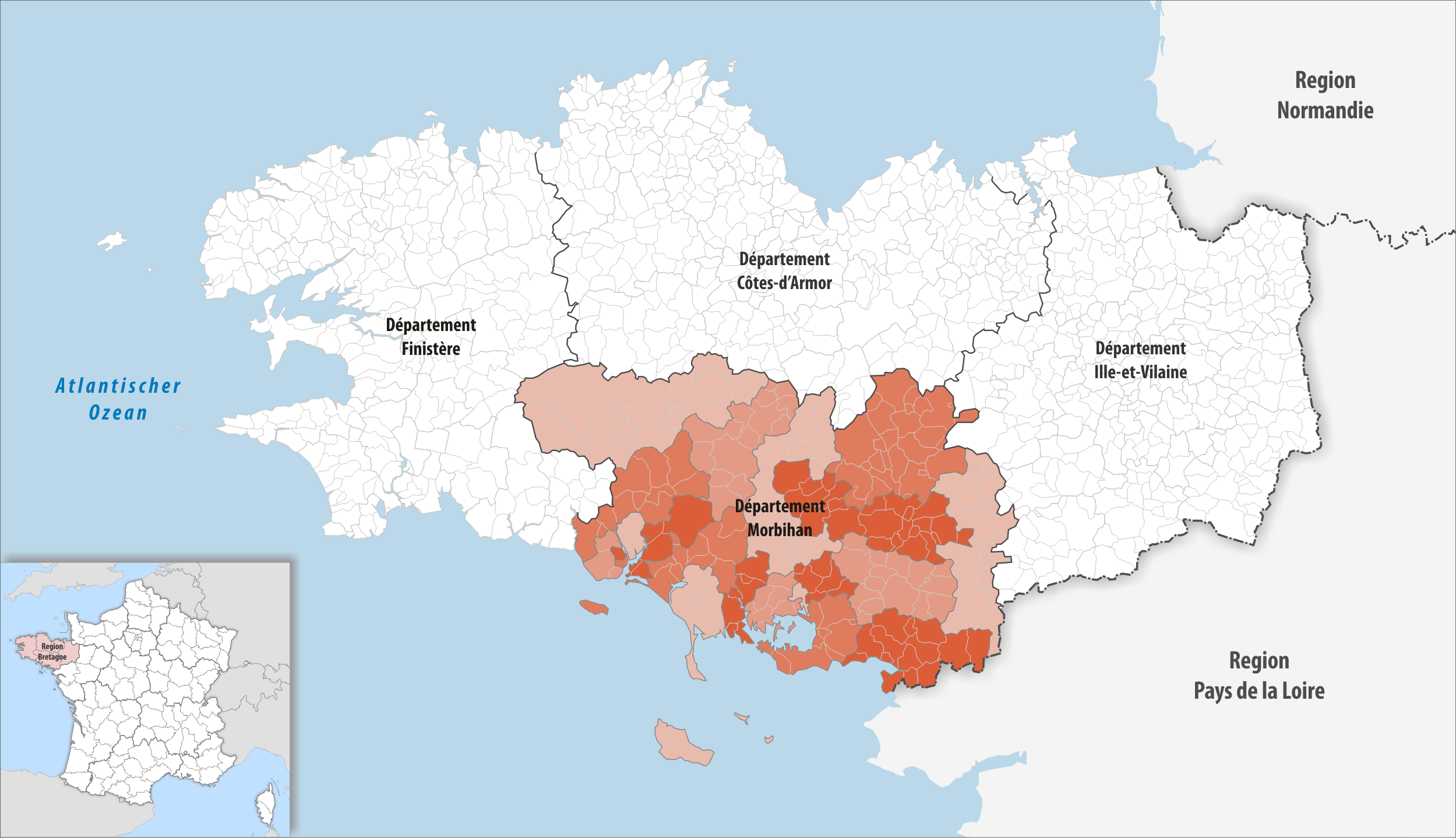
Lage des Départements Morbihan in der Region Bretagne
Lage der Region Bretagne in Frankreich

## Liste
Bestand am 9. Oktober 2022: 919
| Name deu / fra                                                                                  | Gemeinde / Lage                                  | Typ (Untertyp)             | Bemerkungen | Bild                 |
| ----------------------------------------------------------------------------------------------- | ------------------------------------------------ | -------------------------- | --- | -------------------- |
| Herrenhaus L’Abbaye Manoir de l'Abbaye                                                          | Guer                                             | Schloss (Herrenhaus)       | |                      |
| Schloss L’Amirauté Château de l'Amirauté                                                        | Larmor-Plage 47,71782° N, 3,368719° W            | Schloss                    | Auf dem Bild rechts das mittlere der drei Schlösser/Villen |                      |
| Burg Anglais Château anglais                                                                    | Hœdic                                            | Burg                       | Abgegangen |                      |
| Schloss Arcal Château d'Arcal                                                                   | Vannes 47,639667° N, 2,751583° W                 | Schloss                    | |                      |
| Herrenhaus Les Aulnais Manoir des Aulnais                                                       | Forges de Lanouée                                | Schloss (Herrenhaus)       | |                      |
| Erstes Herrenhaus Auquinian Premier manoir d'Auquinian                                          | Neulliac                                         | Schloss (Herrenhaus)       | |                      |
| Zweites Herrenhaus Auquinian Deuxième manoir d'Auquinian                                        | Neulliac                                         | Schloss (Herrenhaus)       | |                      |
| Burg Auray Château d'Auray                                                                      | Auray 47,66625° N, 2,980278° W                   | Schloss                    | |                      |
| Herrenhaus Balangeard Manoir de Balangeard                                                      | Ruffiac 47,794694° N, 2,286417° W                | Schloss (Herrenhaus)       | |                      |
| Schloss Baraton Château de Baraton                                                              | Augan                                            | Schloss                    | Ruine |                      |
| Herrenhaus Barbotin Manoir de Barbotin                                                          | Ploërmel                                         | Schloss (Herrenhaus)       | |                      |
| Herrenhaus Barniquel Manoir de Barniquel                                                        | Caden 47,665667° N, 2,31625° W                   | Schloss (Herrenhaus)       | |                      |
| Schloss Le Baron de l’Espée Château du Baron de l'Espée                                         | Le Palais 47,359917° N, 3,156611° W              | Schloss (Villa)            | |                      |
| Herrenhaus La Baronie Manoir de la Baronie                                                      | Saint-Dolay 47,495361° N, 2,162278° W            | Schloss (Herrenhaus)       | |                      |
| Herrenhaus Barrac’h Manoir de Barrac'h                                                          | Langonnet                                        | Schloss (Herrenhaus)       | |                      |
| Herrenhaus Barrarac’h Manoir de Barrarac'h                                                      | Séné 47,624444° N, 2,775556° W                   | Schloss (Herrenhaus)       | |                      |
| Schloss Barregan Château de Barregan                                                            | Le Faouët                                        | Schloss                    | Ruine |                      |
| Herrenhaus Le Bas Pâtis Manoir du Bas Pâtis                                                     | Sarzeau                                          | Schloss (Herrenhaus)       | |                      |
| Herrenhaus Bas-Bohal Manoir de Bas-Bohal                                                        | Pleucadeuc 47,779556° N, 2,418889° W             | Schloss (Herrenhaus)       | |                      |
| Schloss Les Basses-Fosses Château des Basses-Fosses                                             | La Roche-Bernard 47,518° N, 2,303139° W          | Schloss                    | Heute das Musée de la Vilaine maritime |                      |
| Herrenhaus Bavalan Manoir de Bavalan                                                            | Ambon                                            | Schloss (Herrenhaus)       | |                      |
| Herrenhaus Le Bé Manoir du Bé                                                                   | Ménéac                                           | Schloss (Herrenhaus)       | |                      |
| Schloss Beauchêne Château de Beauchêne                                                          | Trédion 47,78° N, 2,61395° W                     | Schloss                    | |                      |
| Schloss Beaulieu Château de Beaulieu                                                            | Bignan 47,896617° N, 2,812476° W                 | Schloss                    | |                      |
| Schloss Beaumont Château de Beaumont                                                            | Saint-Laurent-sur-Oust 47,785889° N, 2,310833° W | Schloss                    | |                      |
| Schloss Beauregard Château de Beauregard                                                        | Cléguérec 48,105041° N, 3,02794° W               | Schloss                    | |                      |
| Schloss Beauregard Château de Beauregard                                                        | Saint-Avé 47,690278° N, 2,720556° W              | Schloss                    | |                      |
| Schloss Beaurepaire Château de Beaurepaire                                                      | Augan 47,925622° N, 2,28164° W                   | Schloss                    | |                      |
| Herrenhaus Beg Lann Manoir de Beg Lann                                                          | Sarzeau 47,526° N, 2,766028° W                   | Schloss (Herrenhaus)       | |                      |
| Herrenhaus Bégasson Manoir de Bégasson                                                          | Pleucadeuc 47,756667° N, 2,345083° W             | Schloss (Herrenhaus)       | |                      |
| Burg Le Bel-Air Castel du Bel-Air                                                               | Priziac 48,064722° N, 3,419722° W                | Burg                       | Ruine |                      |
| Schloss Belann Château de Belann                                                                | Lanester                                         | Schloss                    | |                      |
| Herrenhaus Bellée Manoir de Bellée                                                              | Saint-Congard                                    | Schloss (Herrenhaus)       | |                      |
| Herrenhaus Bellon Manoir de Bellon                                                              | Elven 47,764444° N, 2,626389° W                  | Schloss (Herrenhaus)       | |                      |
| Herrenhaus Bellon Manoir de Bellon                                                              | Péaule                                           | Schloss (Herrenhaus)       | |                      |
| Schloss Bellouan Château de Bellouan                                                            | Ménéac 48,139167° N, 2,443889° W                 | Schloss                    | |                      |
| Herrenhaus La Bernardière Manoir de la Bernardière                                              | Saint-Dolay 47,536167° N, 2,199639° W            | Schloss (Herrenhaus)       | |                      |
| Herrenhaus Bernus Manoir de Bernus                                                              | Vannes 47,647° N, 2,783889° W                    | Schloss (Herrenhaus)       | |                      |
| Schloss La Berraye Château de la Berraye                                                        | Caden 47,639444° N, 2,254722° W                  | Schloss                    | |                      |
| Herrenhaus Berrien Manoir de Berrien                                                            | Kergrist 48,147333° N, 2,920944° W               | Schloss (Herrenhaus)       | |                      |
| Herrenhaus Berval Manoir de Berval                                                              | Saint-Avé 47,714346° N, 2,753441° W              | Schloss (Herrenhaus)       | |                      |
| Herrenhaus Bézidel Manoir de Bézidel                                                            | Cléguérec 48,163528° N, 3,044111° W              | Schloss (Herrenhaus)       | |                      |
| Schloss Le Bézit Château du Bézit                                                               | Saint-Nolff 47,706389° N, 2,650083° W            | Schloss                    | |                      |
| Schloss Le Bignon Château du Bignon                                                             | Peillac 47,715803° N, 2,237627° W                | Schloss                    | |                      |
| Herrenhaus Le Bignon Manoir du Bignon                                                           | Val d’Oust 47,881528° N, 2,390389° W             | Schloss (Herrenhaus)       | |                      |
| Herrenhaus Bilaire Manoir de Bilaire                                                            | Saint-Vincent-sur-Oust                           | Schloss (Herrenhaus)       | |                      |
| Herrenhaus Bléhéban Manoir de Bléhéban                                                          | Caden 47,618139° N, 2,321944° W                  | Schloss (Herrenhaus)       | |                      |
| Schloss Boblaye Château de Boblaye                                                              | Meslan 47,949648° N, 3,471364° W                 | Schloss                    | |                      |
| Herrenhaus Le Boceret Manoir du Boceret                                                         | Nivillac                                         | Schloss (Herrenhaus)       | |                      |
| Schloss Bocquenay Château de Bocquenay                                                          | Questembert 47,691528° N, 2,434306° W            | Schloss                    | |                      |
| Herrenhaus Bodalic Manoir de Bodalic (Botdaly)                                                  | Locqueltas 47,746944° N, 2,753528° W             | Schloss (Herrenhaus)       | |                      |
| Schloss Bodéan Château de Bodéan                                                                | Saint-Jacut-les-Pins 47,670061° N, 2,229173° W   | Schloss                    | |                      |
| Schloss Bodegat Château de Bodegat                                                              | Mohon                                            | Schloss                    | Ruine |                      |
| Herrenhaus Bodel Manoir de Bodel                                                                | Caro 47,843281° N, 2,300785° W                   | Schloss (Herrenhaus)       | |                      |
| Schloss Bodélio Château de Bodélio                                                              | Malansac 47,688925° N, 2,282452° W               | Schloss (Herrenhaus)       | |                      |
| Schloss Bodeuc Château de Bodeuc                                                                | Nivillac 47,549722° N, 2,239861° W               | Schloss                    | |                      |
| Schloss Boëdic Château de Boëdic                                                                | Séné 47,615889° N, 2,7825° W                     | Schloss                    | |                      |
| Herrenhaus Bohurel Manoir de Bohurel                                                            | Sérent 47,838056° N, 2,491389° W                 | Schloss (Herrenhaus)       | |                      |
| Schloss Bodion (1) Premier manoir de Bodion                                                     | Pluméliau-Bieuzy                                 | Schloss (Herrenhaus)       | |                      |
| Schloss Bodion (1) Deuxième manoir de Bodion                                                    | Pluméliau-Bieuzy                                 | Schloss (Herrenhaus)       | |                      |
| Schloss Le Bois de la Roche Château du Bois de la Roche                                         | Néant-sur-Yvel 48,0425° N, 2,331944° W           | Schloss                    | |                      |
| Schloss Le Bois de Ros Château du Bois de Ros                                                   | Limerzel 47,611081° N, 2,332305° W               | Schloss                    | |                      |
| Schloss Le Bois-du-Loup Château du Bois-du-Loup                                                 | Augan 47,931039° N, 2,235277° W                  | Schloss                    | Ruine |                      |
| Herrenhaus Le Bois Jagu Manoir du Bois Jagu                                                     | Mauron 48,058056° N, 2,280333° W                 | Schloss (Herrenhaus)       | |                      |
| Herrenhaus Le Bois Julien Manoir du Bois Julien                                                 | Malansac 47,698972° N, 2,328111° W               | Schloss (Herrenhaus)       | |                      |
| Herrenhaus Le Bois-Bas Manoir du Bois-Bas                                                       | Baden 47,615318° N, 2,859235° W                  | Schloss (Herrenhaus)       | |                      |
| Herrenhaus Le Bois-Brassu Manoir du Bois-Brassu                                                 | Carentoir                                        | Schloss (Herrenhaus)       | |                      |
| Herrenhaus Le Bois-Derval Manoir du Bois-Derval                                                 | Lantillac 47,945472° N, 2,660333° W              | Schloss (Herrenhaus)       | |                      |
| Herrenhaus Le Bois-Guillaume Manoir du Bois-Guillaume                                           | Caro 47,883944° N, 2,323528° W                   | Schloss (Herrenhaus)       | |                      |
| Herrenhaus Le Bois-Hellio Manoir du Bois-Hellio                                                 | Ploërmel 47,899583° N, 2,34125° W                | Schloss (Herrenhaus)       | |                      |
| Schloss Bois-Joly Château de Bois-Joly                                                          | Caudan 47,808889° N, 3,307778° W                 | Schloss                    | |                      |
| Herrenhaus Le Bois-Ruault Manoir du Bois-Ruault                                                 | Caro 47,841333° N, 2,357028° W                   | Schloss (Herrenhaus)       | |                      |
| Herrenhaus Boismoreau Manoir de Boismoreau                                                      | Vannes 47,660139° N, 2,751056° W                 | Schloss (Herrenhaus)       | |                      |
| Herrenhaus La Boissière Manoir de la Boissière                                                  | Elven 47,729361° N, 2,598889° W                  | Schloss (Herrenhaus)       | |                      |
| Schloss Boissignan Château de Boissignan                                                        | Noyal-Muzillac 47,562469° N, 2,446877° W         | Schloss                    | |                      |
| Herrenhaus Le Boizy Manoir du Boizy                                                             | Vannes 47,670389° N, 2,786556° W                 | Schloss (Herrenhaus)       | |                      |
| Herrenhaus Bojust Manoir de Bojust                                                              | Plumergat                                        | Schloss (Herrenhaus)       | |                      |
| Herrenhaus Bonne Espérance Manoir de Bonne Espérance                                            | Saint-Gérand 48,128944° N, 2,9° W                | Schloss (Herrenhaus)       | |                      |
| Schloss Bonnervo Château de Bonnervo                                                            | Theix-Noyalo 47,636889° N, 2,676° W              | Schloss                    | |                      |
| Schloss Boro Château de Boro                                                                    | Saint-Vincent-sur-Oust 47,691306° N, 2,131167° W | Schloss                    | |                      |
| Schloss Le Boschet Château du Boschet                                                           | La Gacilly 47,791036° N, 2,127565° W             | Schloss                    | |                      |
| Herrenhaus Bot Er Barz Manoir de Bot Er Barz                                                    | Cléguérec 48,148167° N, 3,095833° W              | Schloss (Herrenhaus)       | |                      |
| Schloss Le Bot Château du Bot                                                                   | Hennebont 47,811389° N, 3,297778° W              | Schloss                    | |                      |
| Herrenhaus Le Bot Manoir du Bot                                                                 | Nivillac                                         | Schloss (Herrenhaus)       | |                      |
| Herrenhaus Bot Pléven Manoir de Bot Pléven                                                      | Saint-Aignan 48,160778° N, 3,029028° W           | Schloss (Herrenhaus)       | |                      |
| Schloss Bot Spernen Château de Bot Spernen                                                      | Séné 47,598889° N, 2,719222° W                   | Schloss                    | |                      |
| Schloss Bot-Couarc’h Château de Bot-Couarc'h                                                    | Vannes 47,677167° N, 2,787556° W                 | Schloss                    | |                      |
| Herrenhaus Botcalper Manoir de Botcalper                                                        | Baud 47,857467° N, 3,065262° W                   | Schloss (Herrenhaus)       | |                      |
| Herrenhaus Boterff Manoir de Boterff                                                            | Melrand 47,976223° N, 3,136009° W                | Schloss (Herrenhaus)       | |                      |
| Herrenhaus Le Boterff Manoir du Boterff                                                         | Sainte-Anne-d’Auray 47,702778° N, 2,947778° W    | Schloss (Herrenhaus)       | |                      |
| Schloss Bothané Château de Bothané                                                              | Guidel 47,84351° N, 3,523973° W                  | Schloss                    | |                      |
| Herrenhaus Botloré Manoir de Botloré                                                            | Saint-Avé 47,704167° N, 2,753833° W              | Schloss (Herrenhaus)       | |                      |
| Herrenhaus Botmars Manoir de Botmars                                                            | Cléguérec 48,131111° N, 3,111528° W              | Schloss (Herrenhaus)       | |                      |
| Burg Botven Motte de Botven                                                                     | Langonnet                                        | Burg (Motte)               | Abgegangen, Erd-/Turmhügelburg |                      |
| Schloss Bouëtiez Château de Bouëtiez                                                            | Hennebont 47,803754° N, 3,247256° W              | Schloss                    | |                      |
| Herrenhaus La Boulaye Manoir de la Boulaye                                                      | Cléguérec 48,121417° N, 3,019667° W              | Schloss (Herrenhaus)       | |                      |
| Herrenhaus La Bourdelais Manoir de la Bourdelais                                                | Campénéac 47,939861° N, 2,311944° W              | Schloss (Herrenhaus)       | |                      |
| Schloss La Bourdonnaye Château de la Bourdonnaye                                                | Carentoir 47,839493° N, 2,197203° W              | Schloss                    | | Manoirs de Kerdisson |
| Schloss La Bousselais Château de la Bousselais                                                  | Rieux 47,622222° N, 2,130472° W                  | Schloss                    | |                      |
| Herrenhaus Boyac Manoir de Boyac                                                                | Ploërmel 47,956806° N, 2,382222° W               | Schloss (Herrenhaus)       | |                      |
| Schloss Le Boyer Château du Boyer                                                               | Mauron 48,107985° N, 2,2957° W                   | Schloss                    | |                      |
| Herrenhaus Brambec d’en Haut Manoir de Brambec d'en Haut                                        | Plescop 47,698667° N, 2,830931° W                | Schloss (Herrenhaus)       | |                      |
| Herrenhaus Brambert Manoir de Brambert                                                          | Pénestin 47,485833° N, 2,477083° W               | Schloss (Herrenhaus)       | |                      |
| Herrenhaus Brambouët Manoir de Brambouët                                                        | Languidic                                        | Schloss (Herrenhaus)       | |                      |
| Herrenhaus Brandicoët Manoir de Brandicoët                                                      | Saint-Jacut-les-Pins                             | Schloss (Herrenhaus)       | |                      |
| Schloss Branféré Château de Branféré                                                            | Le Guerno 47,595636° N, 2,398292° W              | Schloss                    | |                      |
| Herrenhaus Brango Manoir de Brango                                                              | Ploërmel                                         | Schloss (Herrenhaus)       | |                      |
| Herrenhaus Brangolo Izel Manoir de Brangolo Izel                                                | Inzinzac-Lochrist 47,836472° N, 3,273111° W      | Schloss (Herrenhaus)       | |                      |
| Herrenhaus Brangolo Manoir de Brangolo                                                          | Rohan                                            | Schloss (Herrenhaus)       | |                      |
| Herrenhaus Brécéhan Manoir de Brécéhan                                                          | Saint-Gravé                                      | Schloss (Herrenhaus)       | |                      |
| Herrenhaus Brenudel Manoir de Brenudel                                                          | Sarzeau                                          | Schloss (Herrenhaus)       | |                      |
| Herrenhaus Brézéhan Manoir de Brézéhan                                                          | Inguiniel 47,97016° N, 3,219939° W               | Schloss (Herrenhaus)       | |                      |
| Schloss Brignac Château de Brignac                                                              | Saint-Guyomard 47,79375° N, 2,526444° W          | Schloss                    | |                      |
| Herrenhaus Brionel Manoir de Brionel                                                            | Le Hézo 47,577902° N, 2,680234° W                | Schloss (Herrenhaus)       | |                      |
| Türme Bro-Erec'h Tours Bro-Erec'h                                                               | Hennebont                                        | Burg (Stadttor)            | |                      |
| Herrenhaus Broël Manoir de Broël                                                                | Arzal 47,503667° N, 2,405139° W                  | Schloss (Herrenhaus)       | |                      |
| Schloss Le Brossais Château du Brossais                                                         | Saint-Gravé 47,717222° N, 2,275417° W            | Schloss                    | |                      |
| Herrenhaus Le Broutay Manoir du Broutay                                                         | La Croix-Helléan                                 | Schloss (Herrenhaus)       | |                      |
| Schloss Brûle Château de Brûle                                                                  | Bubry 47,961611° N, 3,151566° W                  | Schloss                    | Ruine |                      |
| Schloss Le Bunz Château du Bunz                                                                 | Inzinzac-Lochrist 47,830333° N, 3,244306° W      | Schloss                    | |                      |
| Burg La Butte-au-Trésor Motte de la Butte-au-Trésor                                             | Le Saint                                         | Burg (Motte)               | Abgegangen, Erd-/Turmhügelburg |                      |
| Herrenhaus La Buzardière Manoir de la Buzardière                                                | Crédin 48,035333° N, 2,718056° W                 | Schloss (Herrenhaus)       | |                      |
| Herrenhaus Caden Manoir de Caden                                                                | Le Tour-du-Parc 47,540833° N, 2,677167° W        | Schloss (Herrenhaus)       | |                      |
| Herrenhaus Cadoudal Manoir de Cadoudal                                                          | Plumelec 47,823139° N, 2,654528° W               | Schloss (Herrenhaus)       | |                      |
| Schloss Cadouzan Château de Cadouzan                                                            | Saint-Dolay 47,557944° N, 2,192389° W            | Schloss                    | |                      |
| Herrenhaus Calers Manoir de Calers                                                              | Ménéac 48,146389° N, 2,507778° W                 | Schloss (Herrenhaus)       | |                      |
| Schloss Callac Château de Callac                                                                | Plumelec 47,815° N, 2,567222° W                  | Schloss                    | |                      |
| Schloss Calléon Château de Calléon                                                              | Saint-Jacut-les-Pins 47,685417° N, 2,185917° W   | Schloss                    | |                      |
| Herrenhaus Camarec Manoir de Camarec                                                            | Elven 47,745667° N, 2,638417° W                  | Schloss (Herrenhaus)       | |                      |
| Herrenhaus Camzon Manoir de Camzon (Camezon)                                                    | Locqueltas                                       | Schloss (Herrenhaus)       | |                      |
| Schloss Camzon Château de Camzon (Camezon)                                                      | Locqueltas 47,774987° N, 2,774796° W             | Schloss                    | |                      |
| Schloss Camzon Château de Camzon                                                                | Rieux 47,607306° N, 2,138167° W                  | Schloss                    | |                      |
| Herrenhaus Cancouët Manoir de Cancouët                                                          | Saint-Gravé 47,719806° N, 2,308222° W            | Schloss (Herrenhaus)       | |                      |
| Herrenhaus Cano Manoir de Cano                                                                  | Séné 47,636944° N, 2,717139° W                   | Schloss (Herrenhaus)       | |                      |
| Herrenhaus Cantizac Manoir de Cantizac                                                          | Séné                                             | Schloss (Herrenhaus)       | |                      |
| Herrenhaus Cardélan Manoir de Cardélan                                                          | Baden 47,602222° N, 2,876667° W                  | Schloss (Herrenhaus)       | |                      |
| Herrenhaus Carmenais Manoir de Carmenais                                                        | Saint-Servant 47,919306° N, 2,491917° W          | Schloss (Herrenhaus)       | |                      |
| Herrenhaus Carné Manoir de Carné                                                                | Noyal-Muzillac 47,613056° N, 2,434083° W         | Schloss (Herrenhaus)       | |                      |
| Herrenhaus Caroro Manoir de Caroro                                                              | Pluherlin 47,693056° N, 2,392222° W              | Schloss (Herrenhaus)       | |                      |
| Schloss Castel Château de Castel                                                                | Saint-Servant 47,8975° N, 2,46875° W             | Schloss                    | |                      |
| Schloss Castellan Château de Castellan                                                          | Saint-Martin-sur-Oust 47,754466° N, 2,28256° W   | Schloss                    | |                      |
| Herrenhaus Les Castillez Manoir des Castillez                                                   | Lizio                                            | Schloss (Herrenhaus)       | |                      |
| Schloss Le Cercle Naval Château du Cercle Naval (Villa Kerozen)                                 | Larmor-Plage 47,717472° N, 3,368466° W           | Schloss                    | Auf dem Bild rechts das linke der drei Schlösser/Villen |                      |
| Herrenhaus Le Champ-Mahé Manoir du Champ-Mahé                                                   | Saint-Gorgon 47,634278° N, 2,248472° W           | Schloss (Herrenhaus)       | |                      |
| Herrenhaus La Chataigneraie Manoir de la Chataigneraie                                          | Saint-Nicolas-du-Tertre                          | Schloss (Herrenhaus)       | |                      |
| Herrenhaus Le Chauchix Manoir du Chauchix                                                       | Ménéac                                           | Schloss (Herrenhaus)       | |                      |
| Herrenhaus La Chaussée Manoir de la Chaussée                                                    | Loyat 47,986944° N, 2,328389° W                  | Schloss (Herrenhaus)       | |                      |
| Herrenhaus Chefdeville Manoir de Chefdeville                                                    | Pontivy 48,060167° N, 2,946972° W                | Schloss (Herrenhaus)       | |                      |
| Herrenhaus Chêne Manoir du Chêne                                                                | Pénestin                                         | Schloss (Herrenhaus)       | |                      |
| Herrenhaus La Chesnaie Manoir de la Chesnaie                                                    | Elven                                            | Schloss (Herrenhaus)       | |                      |
| Herrenhaus La Chesnaye Manoir de la Chesnaye                                                    | Arradon                                          | Schloss (Herrenhaus)       | |                      |
| Herrenhaus La Chouannière Manoir de la Chouannière                                              | Carentoir 47,821028° N, 2,05° W                  | Schloss (Herrenhaus)       | |                      |
| Schloss Churchill Château Churchill                                                             | Carnac                                           | Schloss                    | |                      |
| Herrenhaus Clégrio Manoir de Clégrio                                                            | Guéhenno                                         | Schloss (Herrenhaus)       | |                      |
| Herrenhaus Cléhinet Manoir de Cléhinet                                                          | Guégon 47,926583° N, 2,594167° W                 | Schloss (Herrenhaus)       | |                      |
| Herrenhaus Clerguerel Manoir de Clerguerel                                                      | Pluherlin 47,691806° N, 2,400194° W              | Schloss (Herrenhaus)       | |                      |
| Schloss Le Clérigo Château du Clérigo                                                           | Theix-Noyalo 47,640639° N, 2,644972° W           | Schloss                    | |                      |
| Herrenhaus Le Clos Manoir du Clos                                                               | Lizio 47,848972° N, 2,565139° W                  | Schloss (Herrenhaus)       | |                      |
| Herrenhaus Le Clos-Hazel Manoir du Clos-Hazel                                                   | Ploërmel 47,945° N, 2,409167° W                  | Schloss (Herrenhaus)       | |                      |
| Schloss Le Closne Château du Closne                                                             | Saint-Jacut-les-Pins 47,671069° N, 2,206154° W   | Schloss                    | |                      |
| Herrenhaus Coedigo-Malenfant Manoir de Coedigo-Malenfant                                        | Saint-Avé 47,682333° N, 2,762833° W              | Schloss (Herrenhaus)       | |                      |
| Herrenhaus Coët By Manoir de Coët By                                                            | Guégon 47,930694° N, 2,54° W                     | Schloss (Herrenhaus)       | |                      |
| Herrenhaus Coët Daly Manoir de Coët Daly                                                        | Pluherlin                                        | Schloss (Herrenhaus)       | |                      |
| Schloss Coët-en-Fao Château de Coët-en-Fao (Coëtanfao)                                          | Séglien 48,108972° N, 3,150139° W                | Schloss                    | |                      |
| Herrenhaus Coët er Graff Manoir de Coët er Graff                                                | Elven 47,745556° N, 2,59175° W                   | Schloss (Herrenhaus)       | |                      |
| Herrenhaus Coët Sal Manoir de Coët Sal                                                          | Plumergat 47,69125° N, 2,889722° W               | Schloss (Herrenhaus)       | |                      |
| Schloss Coët-Candec Château de Coët-Candec                                                      | Locmaria-Grand-Champ 47,786667° N, 2,783056° W   | Schloss                    | |                      |
| Schloss Coët-Castel Château de Coët-Castel                                                      | Férel 47,462556° N, 2,354167° W                  | Schloss                    | |                      |
| Herrenhaus Coët-Couron Manoir de Coët-Couron                                                    | Férel 47,488056° N, 2,274167° W                  | Schloss (Herrenhaus)       | |                      |
| Herrenhaus Coët-Courzo Manoir de Coët-Courzo                                                    | Locmariaquer                                     | Schloss (Herrenhaus)       | |                      |
| Schloss Coët-Ihuel Château de Coët-Ihuel                                                        | Sarzeau 47,527778° N, 2,800972° W                | Schloss                    | |                      |
| Herrenhaus Coët-Ligné Manoir de Coët-Ligné                                                      | Baud 47,887586° N, 3,001907° W                   | Schloss (Herrenhaus)       | |                      |
| Herrenhaus Coëtbily Manoir de Coëtbily                                                          | Ménéac 48,141847° N, 2,440694° W                 | Schloss (Herrenhaus)       | |                      |
| Schloss Coëtbo Château de Coëtbo                                                                | Guer 47,876111° N, 2,126667° W                   | Schloss                    | |                      |
| Herrenhaus Coëtdiquel Manoir de Coëtdiquel                                                      | Bubry 47,964708° N, 3,189195° W                  | Schloss (Herrenhaus)       | |                      |
| Herrenhaus Coëtguel Manoir de Coëtguel                                                          | Péaule 47,606611° N, 2,371833° W                 | Schloss (Herrenhaus)       | |                      |
| Herrenhaus Coëtion Manoir de Coëtion                                                            | Ruffiac 47,838333° N, 2,279722° W                | Schloss (Herrenhaus)       | |                      |
| Herrenhaus Coffournic Manoir de Coffournic                                                      | Sarzeau 47,524° N, 2,757222° W                   | Schloss (Herrenhaus)       | |                      |
| Herrenhaus Coh Castel Manoir de Coh Castel                                                      | Monterblanc 47,744722° N, 2,703556° W            | Schloss (Herrenhaus)       | |                      |
| Herrenhaus Cohanno Manoir de Cohanno                                                            | Surzur 47,562666° N, 2,658487° W                 | Schloss (Herrenhaus)       | |                      |
| Herrenhaus Cohignac Manoir de Cohignac                                                          | Berric 47,639056° N, 2,495611° W                 | Schloss (Herrenhaus)       | |                      |
| Herrenhaus Le Cohporh Manoir du Cohporh                                                         | Grand-Champ 47,774167° N, 2,860722° W            | Schloss (Herrenhaus)       | |                      |
| Herrenhaus Le Coledic Braz Manoir du Coledic Braz                                               | Langoëlan                                        | Schloss (Herrenhaus)       | |                      |
| Schloss La Combe-d’en-Haut Château de la Combe-d'en-Haut                                        | Pleucadeuc 47,798556° N, 2,378333° W             | Schloss                    | |                      |
| Schloss Comper Château de Comper                                                                | Concoret 48,070122° N, 2,172664° W               | Schloss                    | |                      |
| Herrenhaus Conveau Manoir de Conveau                                                            | Gourin                                           | Schloss (Herrenhaus)       | |                      |
| Burg Le Corboulo Motte castrale du Corboulo (Motten-Morvan)                                     | Saint-Aignan 48,17295° N, 3,01546° W             | Burg (Motte)               | Abgegangen, Erd-/Turmhügelburg |                      |
| Schloss Corn-er-Houët Château de Corn-er-Houët                                                  | Colpo 47,812271° N, 2,814474° W                  | Schloss                    | |                      |
| Herrenhaus Corrogant Manoir de Corrogant                                                        | Saint-Tugdual 48,086167° N, 3,404556° W          | Schloss (Herrenhaus)       | |                      |
| Schloss Le Coscro Château du Coscro                                                             | Lignol 48,026389° N, 3,236944° W                 | Schloss                    | |                      |
| Herrenhaus Le Cosquer Manoir du Cosquer                                                         | Grand-Champ 47,777167° N, 2,832583° W            | Schloss (Herrenhaus)       | |                      |
| Schloss Le Couëdic Château du Couëdic                                                           | Crédin 48,041389° N, 2,772056° W                 | Schloss                    | |                      |
| Herrenhaus Le Couëdic Manoir du Couëdic                                                         | Nivillac                                         | Schloss (Herrenhaus)       | |                      |
| Schloss Couédor Château de Couédor                                                              | Guer                                             | Schloss                    | |                      |
| Herrenhaus Coueslé Manoir de Coueslé                                                            | Allaire                                          | Schloss (Herrenhaus)       | |                      |
| Herrenhaus Couesmelan Manoir de Couesmelan                                                      | Ménéac                                           | Schloss (Herrenhaus)       | |                      |
| Herrenhaus Couesnehan Manoir de Couesnehan                                                      | Ménéac 48,125556° N, 2,491833° W                 | Schloss (Herrenhaus)       | |                      |
| Herrenhaus La Cour de Bois-Bréhan Manoir de la Cour de Bois-Bréhan                              | Pluherlin 47,721833° N, 2,402083° W              | Schloss (Herrenhaus)       | |                      |
| Herrenhaus La Cour de Bovrel Manoir de la Cour de Bovrel                                        | Saint-Guyomard 47,788889° N, 2,500361° W         | Schloss (Herrenhaus)       | |                      |
| Herrenhaus La Cour de Launay Manoir de la Cour de Launay                                        | Les Fougerêts 47,7313° N, 2,2001° W              | Schloss (Herrenhaus)       | |                      |
| Herrenhaus La Cour Manoir de la Cour                                                            | Gourhel 47,939139° N, 2,361472° W                | Schloss (Herrenhaus)       | |                      |
| Schloss La Cour Château de la Cour                                                              | Le Hézo                                          | Schloss                    | |                      |
| Herrenhaus La Cour Manoir de la Cour                                                            | Théhillac 47,567139° N, 2,103056° W              | Schloss (Herrenhaus)       | |                      |
| Herrenhaus Le Cran Manoir du Cran                                                               | Saint-Dolay                                      | Schloss (Herrenhaus)       | |                      |
| Herrenhaus Cran Manoir de Cran                                                                  | Treffléan                                        | Schloss (Herrenhaus)       | |                      |
| Schloss Le Crarial Château du Crarial                                                           | Lignol 48,045372° N, 3,238483° W                 | Schloss                    | |                      |
| Herrenhaus Crawford Manoir de Crawford                                                          | Sauzon 47,360833° N, 3,221111° W                 | Schloss (Herrenhaus)       | |                      |
| Herrenhaus Crenihuel Manoir de Crenihuel                                                        | Silfiac 48,137139° N, 3,164444° W                | Schloss (Herrenhaus)       | |                      |
| Schloss Crévy Château de Crévy                                                                  | Val d’Oust 47,871667° N, 2,425278° W             | Schloss                    | |                      |
| Schloss Crocalan Château de Crocalan                                                            | Carnac 47,620383° N, 3,037458° W                 | Schloss                    | |                      |
| Herrenhaus Croëz-er-Liz Manoir de Croëz-er-Liz                                                  | Moréac                                           | Schloss (Herrenhaus)       | |                      |
| Herrenhaus Crondal Manoir de Crondal                                                            | Gourin                                           | Schloss (Herrenhaus)       | |                      |
| Herrenhaus Les Cruyères Manoir des Cruyères                                                     | Josselin 47,9545° N, 2,555194° W                 | Schloss (Herrenhaus)       | |                      |
| Herrenhaus Cunfio Manoir de Cunfio                                                              | Plouay 47,96672° N, 3,313567° W                  | Schloss (Herrenhaus)       | |                      |
| Burg Castel Vouden Motte de Castel Vouden                                                       | Roudouallec 48,110083° N, 3,666278° W            | Burg (Motte)               | Abgegangen, Erd-/Turmhügelburg |                      |
| Schloss Coët Leu Château de Coët Leu                                                            | Saint-Congard                                    | Schloss                    | Ruine |                      |
| Burg Coët Magoër Motte de Coët Magoër                                                           | Pluvigner                                        | Burg (Motte)               | Abgegangen, Erd-/Turmhügelburg |                      |
| Schloss Cranhac Château de Cranhac                                                              | Peillac 47,723833° N, 2,216801° W                | Schloss                    | Ruine |                      |
| Schloss Crémenec Château de Crémenec                                                            | Priziac                                          | Schloss                    | Ruine |                      |
| Herrenhaus Deil Manoir de Deil                                                                  | Allaire 47,659722° N, 2,197222° W                | Schloss (Herrenhaus)       | |                      |
| Herrenhaus La Demanchère Manoir de la Demanchère                                                | Guer 47,940222° N, 2,122278° W                   | Schloss (Herrenhaus)       | |                      |
| Herrenhaus La Demi-Ville Manoir de la Demi-Ville                                                | Landévant                                        | Schloss (Herrenhaus)       | |                      |
| Herrenhaus Le Désert Manoir du Désert                                                           | Mauron                                           | Schloss (Herrenhaus)       | |                      |
| Schloss Le Diable Château du Diable                                                             | Caudan 47,773333° N, 3,361944° W                 | Schloss                    | Ruine |                      |
| Herrenhaus Le Diarnelez Manoir du Diarnelez                                                     | Le Faouët                                        | Schloss (Herrenhaus)       | |                      |
| Schloss Le Dreors Château du Dreors                                                             | Priziac                                          | Schloss                    | Ruine |                      |
| Herrenhaus Droloré Manoir de Droloré                                                            | Gourin                                           | Schloss (Herrenhaus)       | |                      |
| Schloss L’Émir Château de l'Émir                                                                | Langoëlan 48,124278° N, 3,23775° W               | Schloss                    | |                      |
| Schloss Ereck Château d'Ereck                                                                   | Questembert 47,697472° N, 2,450778° W            | Schloss                    | |                      |
| Herrenhaus L’Espinefort Manoir de l'Espinefort                                                  | Ménéac 48,140944° N, 2,483889° W                 | Schloss (Herrenhaus)       | |                      |
| Schloss L’Étier Château de l'Étier (Chateau de l'Estier)                                        | Béganne 47,589722° N, 2,290833° W                | Schloss                    | |                      |
| Schloss Le Faouët Château du Faouët                                                             | Le Faouët 48,033333° N, 3,486944° W              | Schloss                    | Ruine |                      |
| Herrenhaus Le Faudo Manoir du Faudo                                                             | Bubry                                            | Schloss (Herrenhaus)       | |                      |
| Schloss La Ferrière Château de la Ferrière                                                      | Buléon 47,935818° N, 2,690383° W                 | Schloss                    | |                      |
| Schloss Ferrières Château de Ferrières                                                          | Sulniac 47,673051° N, 2,523708° W                | Schloss                    | Ruine |                      |
| Herrenhaus La Ferté Manoir de la Ferté                                                          | Cléguérec 48,120694° N, 3,032583° W              | Schloss (Herrenhaus)       | |                      |
| Schloss Fescal Château de Fescal                                                                | Péaule 47,562917° N, 2,329583° W                 | Schloss                    | |                      |
| Schloss La Fléchaie Château de la Fléchaie                                                      | Guer 47,920639° N, 2,150833° W                   | Schloss                    | |                      |
| Herrenhaus Fleuriot Manoir Fleuriot                                                             | Locmariaquer                                     | Schloss (Herrenhaus)       | |                      |
| Schloss La Forest Château de la Forest                                                          | Languidic 47,877389° N, 3,180917° W              | Schloss                    | |                      |
| Herrenhaus La Forest Manoir de la Forest                                                        | Locoal-Mendon 47,699278° N, 3,158556° W          | Schloss (Herrenhaus)       | |                      |
| Schloss La Forêt Neuve Château de la Forêt Neuve                                                | La Gacilly 47,742223° N, 2,160279° W             | Schloss                    | |                      |
| Schloss Les Forges de Lanouée Château des Forges de Lanouée                                     | Forges de Lanouée 48,018772° N, 2,649862° W      | Schloss                    | |                      |
| Schloss Fouquet Château le Petit Pavillon Fouquet                                               | Le Palais 47,353111° N, 3,164278° W              | Schloss                    | Teilweise Ruine |                      |
| Herrenhaus Le Foutay Manoir du Foutay                                                           | Pleucadeuc 47,763389° N, 2,432889° W             | Schloss (Herrenhaus)       | |                      |
| Herrenhaus Foveno Manoir de Foveno                                                              | Saint-Congard                                    | Schloss (Herrenhaus)       | |                      |
| Herrenhaus La Fresnaye Manoir de la Fresnaye                                                    | Réminiac 47,856167° N, 2,267833° W               | Schloss (Herrenhaus)       | |                      |
| Schloss Le Fresne Château du Fresne                                                             | Néant-sur-Yvel 47,997917° N, 2,327639° W         | Schloss                    | |                      |
| Schloss Gaillard Château-Gaillard                                                               | Vannes 47,656861° N, 2,757972° W                 | Schloss                    | Heute musée d'histoire et d'archéologie de la ville |                      |
| Herrenhaus La Gaptière Manoir de la Gaptière                                                    | Saint-Brieuc-de-Mauron 48,094944° N, 2,370333° W | Schloss (Herrenhaus)       | |                      |
| Schloss La Garenne Château de la Garenne                                                        | Étel 47,661366° N, 3,202835° W                   | Schloss                    | |                      |
| Herrenhaus Garhenec Manoir de Garhenec                                                          | Le Croisty 48,078611° N, 3,350111° W             | Schloss (Herrenhaus)       | |                      |
| Herrenhaus Garnouée Manoir de Garnouée                                                          | Mohon 48,067444° N, 2,479028° W                  | Schloss (Herrenhaus)       | |                      |
| Herrenhaus La Garoulais Manoir de la Garoulais                                                  | Ploërmel 47,904861° N, 2,333611° W               | Schloss (Herrenhaus)       | |                      |
| Herrenhaus La Gaudinais Manoir de la Gaudinais                                                  | Ploërmel                                         | Schloss (Herrenhaus)       | |                      |
| Herrenhaus La Gaudinaye Manoir de la Gaudinaye                                                  | La Gacilly 47,743944° N, 2,145194° W             | Schloss (Herrenhaus)       | |                      |
| Herrenhaus La Georgelais Manoir de la Georgelais                                                | Saint-Marcel                                     | Schloss (Herrenhaus)       | |                      |
| Herrenhaus Glévily Manoir de Glévily                                                            | Campénéac                                        | Schloss (Herrenhaus)       | |                      |
| Herrenhaus Le Gorais Manoir du Gorais                                                           | Pleucadeuc                                       | Schloss (Herrenhaus)       | |                      |
| Herrenhaus Goré Manoir de Goré                                                                  | Inzinzac-Lochrist                                | Schloss (Herrenhaus)       | |                      |
| Herrenhaus Gouézac Manoir de Gouézac                                                            | Grand-Champ 47,735667° N, 2,839° W               | Schloss (Herrenhaus)       | |                      |
| Herrenhaus Le Goule Manoir du Goule                                                             | Langonnet                                        | Schloss (Herrenhaus)       | |                      |
| Schloss Gournava Château de Gournava                                                            | Pluherlin 47,741306° N, 2,397222° W              | Schloss                    | |                      |
| Schloss La Graë Château de la Graë                                                              | Peillac 47,706278° N, 2,185833° W                | Schloss                    | |                      |
| Schloss La Graë Château de la Graë                                                              | Saint-Perreux                                    | Schloss                    | |                      |
| Herrenhaus Le Grand Borin Manoir du Grand Borin                                                 | Langonnet                                        | Schloss (Herrenhaus)       | |                      |
| Herrenhaus Grand Botivès Manoir de Grand Botivès                                                | Malguénac 48,066361° N, 3,094333° W              | Schloss (Herrenhaus)       | |                      |
| Herrenhaus Le Grand Conleau Manoir du Grand Conleau                                             | Vannes 47,635056° N, 2,775194° W                 | Schloss (Herrenhaus)       | |                      |
| Herrenhaus Le Grand Kerbiguet Manoir du Grand Kerbiguet                                         | Guer                                             | Schloss (Herrenhaus)       | |                      |
| Herrenhaus Le Grand Moustoir Manoir du grand Moustoir                                           | Plescop                                          | Schloss (Herrenhaus)       | |                      |
| Herrenhaus Le Grand-Cadillac Manoir du Grand-Cadillac                                           | Noyal-Muzillac 47,617639° N, 2,505278° W         | Schloss (Herrenhaus)       | |                      |
| Schloss La Grandville Château de la Grandville                                                  | Brandivy 47,762301° N, 2,952578° W               | Schloss                    | |                      |
| Herrenhaus Le Granil Manoir du Granil                                                           | Theix-Noyalo 47,617972° N, 2,658889° W           | Schloss (Herrenhaus)       | |                      |
| Schloss La Grationnaye Château de la Grationnaye                                                | Malansac 47,689056° N, 2,309722° W               | Schloss                    | |                      |
| Schloss La Grée de Callac Château de la Grée de Callac                                          | Augan & Monteneuf 47,88722° N, 2,23667° W        | Schloss                    | |                      |
| Herrenhaus La Grée-Bourgerel Manoir de la Grée-Bourgerel                                        | Noyal-Muzillac 47,616167° N, 2,491333° W         | Schloss (Herrenhaus)       | |                      |
| Herrenhaus Les Greffins Manoir des Greffins                                                     | Ruffiac 47,796111° N, 2,2625° W                  | Schloss (Herrenhaus)       | |                      |
| Schloss Le Grégo Château du Grégo                                                               | Surzur 47,601861° N, 2,624083° W                 | Schloss                    | |                      |
| Schloss Griffet Château de Griffet                                                              | Pleugriffet                                      | Schloss                    | Ruine |                      |
| Schloss La Grouais Château de la Grouais                                                        | Pleucadeuc 47,782778° N, 2,723194° W             | Schloss                    | |                      |
| Burg Guémené-sur-Scorff Château de Guémené-sur-Scorff                                           | Guémené-sur-Scorff 48,067222° N, 3,207778° W     | Burg                       | Teilweise Ruine |                      |
| Schloss Le Guen Château du Guen                                                                 | Missiriac 47,826944° N, 2,332278° W              | Schloss                    | |                      |
| Schloss Guénanec Château de Guénanec                                                            | Plumelin 47,867778° N, 2,881667° W               | Schloss                    | |                      |
| Herrenhaus Guergrom Manoir de Guergrom                                                          | Lignol 48,031444° N, 3,305° W                    | Schloss (Herrenhaus)       | |                      |
| Herrenhaus Guermahia Manoir de Guermahia                                                        | Saint-Servant 47,884167° N, 2,544722° W          | Schloss (Herrenhaus)       | |                      |
| Herrenhaus Le Guern Manoir du Guern                                                             | Baud                                             | Schloss (Herrenhaus)       | |                      |
| Herrenhaus Le Guern Manoir du Guern                                                             | Meucon 47,714083° N, 2,782778° W                 | Schloss (Herrenhaus)       | |                      |
| Herrenhaus Le Guern Manoir du Guern                                                             | Pluvigner 47,774306° N, 3,021278° W              | Schloss (Herrenhaus)       | |                      |
| Herrenhaus Guersallic Manoir de Guersallic                                                      | Locmalo 48,053278° N, 3,198778° W                | Schloss (Herrenhaus)       | |                      |
| Herrenhaus Guesniac Manoir de Guesniac                                                          | Mohon 48,052139° N, 2,466° W                     | Schloss (Herrenhaus)       | |                      |
| Schloss La Guichardais Château de la Guichardais                                                | Carentoir 47,822789° N, 2,131042° W              | Schloss                    | |                      |
| Herrenhaus La Guichardaye Manoir de la Guichardaye                                              | Tréal 47,853° N, 2,222083° W                     | Schloss (Herrenhaus)       | |                      |
| Schloss La Guidemais Château de la Guidemais                                                    | Saint-Jacut-les-Pins                             | Schloss                    | Ruine |                      |
| Schloss Guidfosse Château de Guidfosse                                                          | Plouray                                          | Schloss                    | Ruine |                      |
| Herrenhaus Guidfosse Manoir de Guidfosse                                                        | Plouray 48,129528° N, 3,443333° W                | Schloss (Herrenhaus)       | |                      |
| Herrenhaus Le Guily Manoir du Guily                                                             | Malguénac                                        | Schloss (Herrenhaus)       | |                      |
| Herrenhaus La Guyondaie Manoir de la Guyondaie                                                  | Caro                                             | Schloss (Herrenhaus)       | |                      |
| Schloss La Haie Château de la Haie                                                              | Larré 47,728° N, 2,491306° W                     | Schloss                    | |                      |
| Schloss Le Hardouin Château du Hardouin                                                         | Augan 47,907455° N, 2,279432° W                  | Schloss                    | |                      |
| Schloss La Hattaie Château de la Hattaie                                                        | Guer 47,898611° N, 2,135694° W                   | Schloss                    | |                      |
| Herrenhaus Le Haut Pâtis Manoir du Haut Pâtis                                                   | Sarzeau                                          | Schloss (Herrenhaus)       | |                      |
| Herrenhaus Le Haut-Quilhèdre Manoir du Haut-Quilhèdre                                           | Mauron                                           | Schloss (Herrenhaus)       | |                      |
| Schloss La Haute-Touche Château de la Haute-Touche                                              | Ploërmel 47,879833° N, 2,37125° W                | Schloss                    | |                      |
| Herrenhaus La Haye Manoir de la Haye                                                            | Pontivy 48,087167° N, 2,951056° W                | Schloss (Herrenhaus)       | |                      |
| Schloss Le Helfau Château du Helfau                                                             | Elven 47,744722° N, 2,548333° W                  | Schloss                    | |                      |
| Herrenhaus La Héligaie Manoir de la Héligaie                                                    | Caden 47,659778° N, 2,286944° W                  | Schloss (Herrenhaus)       | |                      |
| Herrenhaus La Herblinaye Manoir de la Herblinaye                                                | Carentoir 47,812528° N, 2,164806° W              | Schloss (Herrenhaus)       | |                      |
| Burg L’Hermine Château de l'Hermine (Hermelinschloss)                                           | Vannes 47,656172° N, 2,7562° W                   | abgegangene Burg           | |                      |
| Herrenhaus L’Hermitage Manoir de l'Hermitage                                                    | Ménéac 48,117167° N, 2,497444° W                 | Schloss (Herrenhaus)       | |                      |
| Schloss Le Hindreuff Château du Hindreuff                                                       | Caden 47,654216° N, 2,327075° W                  | Schloss                    | |                      |
| Herrenhaus Le Hoariva Manoir du Hoariva                                                         | Persquen                                         | Schloss (Herrenhaus)       | |                      |
| Herrenhaus L’Hôpital Manoir de l'Hôpital                                                        | Plaudren                                         | Schloss (Herrenhaus)       | |                      |
| Herrenhaus La Houssaye Manoir de la Houssaye                                                    | Caden 47,666889° N, 2,324389° W                  | Schloss (Herrenhaus)       | |                      |
| Herrenhaus Le Houssé Manoir du Houssé                                                           | La Gacilly 47,743944° N, 2,145194° W             | Schloss (Herrenhaus)       | |                      |
| Schloss Josselin Château de Josselin                                                            | Josselin 47,952222° N, 2,547222° W               | Schloss                    | |                      |
| Schloss Ker-Armel Château de Ker-Armel                                                          | Ploërmel 47,930417° N, 2,391667° W               | Schloss                    | |                      |
| Herrenhaus Ker-Loch Manoir de Ker-Loch                                                          | Auray                                            | Schloss (Herrenhaus)       | |                      |
| Herrenhaus Keral Manoir de Keral                                                                | Grand-Champ 47,721389° N, 2,803611° W            | Schloss (Herrenhaus)       | |                      |
| Herrenhaus Keraliguen Manoir de Keraliguen                                                      | Lanester 47,770833° N, 3,342222° W               | Schloss (Herrenhaus)       | |                      |
| Schloss Keralio Château de Keralio                                                              | Noyal-Muzillac 47,562469° N, 2,446877° W         | Schloss                    | Ruine |                      |
| Herrenhaus Kéraly Manoir de Kéraly                                                              | Bubry 48,02124° N, 3,15187° W                    | Schloss (Herrenhaus)       | |                      |
| Schloss Kerambarh Château de Kerambarh                                                          | Landaul 47,735833° N, 3,107917° W                | Schloss                    | |                      |
| Schloss Kerambourg Château de Kerambourg                                                        | Landaul 47,750083° N, 3,091389° W                | Schloss                    | |                      |
| Herrenhaus Kerambris Manoir de Kerambris                                                        | Gourin 48,102944° N, 3,600778° W                 | Schloss (Herrenhaus)       | |                      |
| Schloss Kérampoul Château de Kérampoul                                                          | Sarzeau 47,505278° N, 2,683056° W                | Schloss                    | |                      |
| Schloss Kéran Château de Kéran                                                                  | Arradon 47,621944° N, 2,844722° W                | Schloss                    | |                      |
| Herrenhaus Kerandraon Manoir de Kerandraon                                                      | Gourin                                           | Schloss (Herrenhaus)       | |                      |
| Schloss Kerandraon Château de Kerandraon                                                        | Guiscriff 48,080272° N, 3,642236° W              | Schloss                    | |                      |
| Herrenhaus Kerandré Manoir de Kerandré                                                          | Hennebont 47,797222° N, 3,284861° W              | Schloss (Herrenhaus)       | |                      |
| Herrenhaus Kerandrun Manoir de Kerandrun                                                        | Theix-Noyalo 47,641944° N, 2,61675° W            | Schloss (Herrenhaus)       | |                      |
| Schloss Kerangat Château de Kerangat                                                            | Plumelec 47,851944° N, 2,661528° W               | Schloss                    | |                      |
| Schloss Kerango Château de Kerango                                                              | Plescop 47,7025° N, 2,848611° W                  | Schloss                    | Ruine |                      |
| Schloss Kerantré Château de Kerantré                                                            | Crach 47,629444° N, 2,964583° W                  | Schloss                    | |                      |
| Herrenhaus Kerarrec Manoir de Kerarrec                                                          | Quistinic 47,903194° N, 3,1525° W                | Schloss (Herrenhaus)       | |                      |
| Schloss Kerascouët Château de Kerascouët                                                        | Inguiniel 47,924637° N, 3,230973° W              | Schloss                    | |                      |
| Herrenhaus Kérat Manoir de Kérat                                                                | Arradon 47,618762° N, 2,82354° W                 | Schloss (Herrenhaus)       | |                      |
| Herrenhaus Keraud Manoir de Keraud                                                              | Caudan                                           | Schloss (Herrenhaus)       | |                      |
| Schloss Keraudrénic Château de Keraudrénic                                                      | Langonnet 48,124197° N, 3,482194° W              | Schloss                    | |                      |
| Schloss Kéravéon Château de Kéravéon                                                            | Erdeven 47,648611° N, 3,146667° W                | Schloss                    | |                      |
| Herrenhaus Kerbalay Manoir de Kerbalay                                                          | Kervignac 47,73941° N, 3,22836° W                | Schloss (Herrenhaus)       | |                      |
| Schloss Kerbastard Château de Kerbastard                                                        | Bubry                                            | Schloss                    | |                      |
| Schloss Kerbastic Château de Kerbastic                                                          | Guidel 47,80056° N, 3,5028° W                    | Schloss                    | |                      |
| Herrenhaus Kerberhuet Manoir de Kerberhuet                                                      | Brech                                            | Schloss (Herrenhaus)       | |                      |
| Burg Kerbernard Motte de Kerbernard                                                             | Pluvigner                                        | Burg (Motte)               | Abgegangen, Erd-/Turmhügelburg |                      |
| Herrenhaus Kerbernès Manoir de Kerbernès                                                        | Séglien 48,079889° N, 3,12425° W                 | Schloss (Herrenhaus)       | |                      |
| Herrenhaus Kerbilouët Manoir de Kerbilouët                                                      | Arradon                                          | Schloss (Herrenhaus)       | |                      |
| Schloss Kerbily Château de Kerbily                                                              | Camoël 47,484222° N, 2,413472° W                 | Schloss                    | |                      |
| Herrenhaus Kerbiquet Manoir de Kerbiquet                                                        | Gourin 48,097268° N, 3,641705° W                 | Schloss (Herrenhaus)       | |                      |
| Schloss Kerblesten Château de Kerblesten                                                        | Guidel                                           | Schloss                    | |                      |
| Herrenhaus Kerblézec Manoir de Kerblézec                                                        | Gourin                                           | Schloss (Herrenhaus)       | |                      |
| Herrenhaus Kerbohec Manoir de Kerbohec                                                          | Baud 47,86355° N, 2,973659° W                    | Schloss (Herrenhaus)       | |                      |
| Herrenhaus Kerbois Manoir de Kerbois                                                            | Auray                                            | Schloss (Herrenhaus)       | |                      |
| Herrenhaus Kerbois Manoir de Kerbois                                                            | Loyat                                            | Schloss (Herrenhaus)       | |                      |
| Herrenhaus Kerbot Manoir de Kerbot                                                              | Sarzeau 47,53625° N, 2,738472° W                 | Schloss (Herrenhaus)       | |                      |
| Schloss Kerboulard Château de Kerboulard                                                        | Saint-Nolff 47,698157° N, 2,636311° W            | Schloss                    | |                      |
| Herrenhaus Kerbourbon Manoir de Kerbourbon                                                      | Vannes 47,631389° N, 2,755° W                    | Schloss (Herrenhaus)       | |                      |
| Herrenhaus Kerbourvelec Manoir de Kerbourvelec                                                  | La Chapelle-Neuve 47,963333° N, 2,916944° W      | Schloss (Herrenhaus)       | |                      |
| Herrenhaus Kerboutier Manoir de Kerboutier                                                      | Noyal-Pontivy 48,031056° N, 2,877972° W          | Schloss (Herrenhaus)       | |                      |
| Herrenhaus Kerbras Manoir de Kerbras                                                            | Ménéac 48,154444° N, 2,478611° W                 | Schloss (Herrenhaus)       | |                      |
| Manoir de Kercadio                                                                              | Erdeven 47,641667° N, 3,137778° W                | Schloss                    | |                      |
| Schloss Kercado Château de Kercado                                                              | Carnac 47,596333° N, 3,052278° W                 | Schloss                    | |                      |
| Schloss Kercado Château de Kercado                                                              | Saint-Gonnery 48,141444° N, 2,828389° W          | Schloss                    | |                      |
| Herrenhaus Kercado Manoir de Kercado                                                            | Vannes 47,64175° N, 2,781806° W                  | Schloss (Herrenhaus)       | |                      |
| Herrenhaus Kercambre Manoir de Kercambre                                                        | Brech                                            | Schloss (Herrenhaus)       | |                      |
| Burg Kerchero Motte de Kerchero                                                                 | Pluvigner                                        | Burg (Motte)               | Abgegangen, Erd-/Turmhügelburg |                      |
| Herrenhaus Kerdavid Manoir de Kerdavid                                                          | Saint-Pierre-Quiberon                            | Schloss (Herrenhaus)       | |                      |
| Altes Herrenhaus Kerdisson Manoirs de Kerdisson                                                 | Le Sourn 48,04625° N, 2,974167° W                | Schloss (Herrenhaus)       | |                      |
| Neues Herrenhaus Kerdisson Manoirs de Kerdisson                                                 | Le Sourn 48,046389° N, 2,973889° W               | Schloss (Herrenhaus)       | |                      |
| Schloss Kerdoué Château de Kerdoué                                                              | Pleucadeuc 47,795° N, 2,374361° W                | Schloss                    | |                      |
| Herrenhaus Kerdoux Manoir de Kerdoux                                                            | Ambon                                            | Schloss (Herrenhaus)       | |                      |
| Herrenhaus Kerdrain Manoir de Kerdrain                                                          | Auray                                            | Schloss (Herrenhaus)       | |                      |
| Schloss Kerdréan Château de Kerdréan                                                            | Évellys 48,016718° N, 2,877523° W                | Schloss                    | |                      |
| Schloss Kerdréan Château de Kerdréan                                                            | Le Bono 47,627137° N, 2,935° W                   | Schloss                    | |                      |
| Schloss Kerdrého Château de Kerdrého                                                            | Plouay 47,913667° N, 3,31375° W                  | Schloss                    | |                      |
| Herrenhaus Kerdreux Manoir de Kerdreux                                                          | Ménéac                                           | Schloss (Herrenhaus)       | |                      |
| Herrenhaus Kerdroguen Manoir de Kerdroguen                                                      | Auray                                            | Schloss (Herrenhaus)       | |                      |
| Schloss Kerdronquis Château de Kerdronquis                                                      | Caudan                                           | Schloss                    | |                      |
| Schloss Kerdrovas Château de Kerdrovas                                                          | La Trinité-sur-Mer                               | Schloss                    | |                      |
| Schloss Kerdudo Château de Kerdudo                                                              | Guidel 47,806111° N, 3,475278° W                 | Schloss                    | |                      |
| Herrenhaus Kerdudou Manoir de Kerdudou                                                          | Le Faouët 48,081472° N, 3,358333° W              | Schloss (Herrenhaus)       | |                      |
| Herrenhaus Kerduel Manoir de Kerduel                                                            | Lignol 48,0543° N, 3,2293° W                     | Schloss (Herrenhaus)       | |                      |
| Schloss Kerdurand Château de Kerdurand                                                          | Riantec 47,714861° N, 3,32125° W                 | Schloss                    | |                      |
| Schloss Keredren Château de Keredren                                                            | Questembert 47,648528° N, 2,482083° W            | Schloss                    | |                      |
| Herrenhaus Kérel Manoir de Kérel                                                                | Crédin 48,023528° N, 2,775556° W                 | Schloss (Herrenhaus)       | |                      |
| Herrenhaus Kerfaz Manoir de Kerfaz                                                              | Limerzel 47,6365° N, 2,386583° W                 | Schloss (Herrenhaus)       | |                      |
| Schloss Kerfily Château de Kerfily                                                              | Elven 47,759248° N, 2,612021° W                  | Schloss                    | |                      |
| Herrenhaus Kerfraval Manoir de Kerfraval                                                        | Landévant                                        | Schloss (Herrenhaus)       | |                      |
| Schloss Kerfrézec Château de Kerfrézec                                                          | Sainte-Hélène 47,731667° N, 3,177778° W          | Schloss                    | |                      |
| Herrenhaus Kergal Manoir de Kergal                                                              | Brandivy 47,788° N, 2,936528° W                  | Schloss (Herrenhaus)       | |                      |
| Herrenhaus Kergal Manoir de Kergal                                                              | Crach 47,633778° N, 2,993111° W                  | Schloss (Herrenhaus)       | |                      |
| Herrenhaus Kergal Pasco Manoir de Kergal Pasco                                                  | Languidic 47,798194° N, 3,128806° W              | Schloss (Herrenhaus)       | |                      |
| Herrenhaus Kergarff Manoir de Kergarff                                                          | Melrand 47,957176° N, 3,101671° W                | Schloss (Herrenhaus)       | |                      |
| Herrenhaus Kergars Manoir de Kergars                                                            | Hennebont 47,798944° N, 3,271389° W              | Schloss (Herrenhaus)       | |                      |
| Herrenhaus Kergatorn Manoir de Kergatorn                                                        | Merlevenez 47,7245° N, 3,247667° W               | Schloss (Herrenhaus)       | |                      |
| Schloss Kergeorget Château de Kergeorget                                                        | Sarzeau 47,536278° N, 2,753056° W                | Schloss                    | |                      |
| Herrenhaus Kergicquel Manoir de Kergicquel                                                      | Neulliac 48,159056° N, 3,006056° W               | Schloss (Herrenhaus)       | |                      |
| Herrenhaus Kerglas Manoir de Kerglas                                                            | Saint-Nolff 47,674417° N, 2,709278° W            | Schloss (Herrenhaus)       | |                      |
| Schloss Kerglaw Château de Kerglaw                                                              | Inzinzac-Lochrist                                | Schloss                    | |                      |
| Herrenhaus Kergleverit Manoir de Kergleverit                                                    | Crach                                            | Schloss (Herrenhaus)       | |                      |
| Schloss Kergluyar Château de Kergluyar                                                          | Pluvigner 47,770734° N, 3,017189° W              | Schloss                    | |                      |
| Herrenhaus Kergo Manoir de Kergo                                                                | Theix-Noyalo 47,637417° N, 2,662444° W           | Schloss (Herrenhaus)       | |                      |
| Herrenhaus Kergohan Manoir de Kergohan                                                          | Séglien 48,082833° N, 3,129944° W                | Schloss (Herrenhaus)       | |                      |
| Herrenhaus Kergolher Manoir de Kergolher                                                        | Plaudren 47,78° N, 2,706194° W                   | Schloss (Herrenhaus)       | |                      |
| Schloss Kergonano Château de Kergonano                                                          | Baden 47,611279° N, 2,911144° W                  | Schloss                    | |                      |
| Schloss Kergras Château de Kergras                                                              | Saint-Servant 47,903556° N, 2,484583° W          | Schloss                    | |                      |
| Schloss Kergroix Château de Kergroix                                                            | Évellys 47,945417° N, 2,893611° W                | Schloss                    | |                      |
| Schloss Kerguéhennec Château de Kerguéhennec                                                    | Bignan 47,8859° N, 2,7345° W                     | Schloss                    | |                      |
| Herrenhaus Kerguélavant Manoir de Kerguélavant                                                  | Pont-Scorff 47,826083° N, 3,395361° W            | Schloss (Herrenhaus)       | |                      |
| Herrenhaus Kerguelhouant Manoir de Kerguelhouant                                                | Merlevenez 47,847944° N, 3,284278° W             | Schloss (Herrenhaus)       | |                      |
| Herrenhaus Kerguen Manoir de Kerguen                                                            | Belz                                             | Schloss (Herrenhaus)       | |                      |
| Herrenhaus Kerguen Manoir de Kerguen                                                            | Camoël 47,490278° N, 2,398972° W                 | Schloss (Herrenhaus)       | |                      |
| Herrenhaus Kerguen Manoir de Kerguen                                                            | Caudan                                           | Schloss (Herrenhaus)       | |                      |
| Herrenhaus Kerguénal Bras Manoir de Kerguénal Bras                                              | Quistinic 47,894306° N, 3,162649° W              | Schloss (Herrenhaus)       | |                      |
| Schloss Kerguesténen Château de Kerguesténen                                                    | Gestel                                           | Schloss                    | |                      |
| Herrenhaus Kerguet Manoir de Kerguet                                                            | Sarzeau                                          | Schloss (Herrenhaus)       | |                      |
| Herrenhaus Kerguizec Manoir de Kerguizec                                                        | Surzur 47,570139° N, 2,606944° W                 | Schloss (Herrenhaus)       | |                      |
| Herrenhaus Kergurion Manoir de Kergurion                                                        | Plaudren 47,776806° N, 2,735972° W               | Schloss (Herrenhaus)       | |                      |
| Schloss Kergurioné Château de Kergurioné                                                        | Crach 47,606958° N, 3,025434° W                  | Schloss                    | |                      |
| Herrenhaus Kerhars Manoir de Kerhars                                                            | Sarzeau 47,538972° N, 2,735556° W                | Schloss (Herrenhaus)       | |                      |
| Herrenhaus Kerhervé Manoir de Kerhervé                                                          | Locmaria-Grand-Champ                             | Schloss (Herrenhaus)       | |                      |
| Herrenhaus Kerhoh Manoir de Kerhoh                                                              | Melrand                                          | Schloss (Herrenhaus)       | |                      |
| Herrenhaus Kerhouant Manoir de Kerhouant                                                        | Plouay 47,935401° N, 3,319748° W                 | Schloss (Herrenhaus)       | |                      |
| Herrenhaus Kerhuilic Manoir de Kerhuilic                                                        | Saint-Barthélemy 47,920676° N, 3,073709° W       | Schloss (Herrenhaus)       | |                      |
| Schloss Keriguer Château de Keriguer                                                            | Locmariaquer                                     | Schloss                    | |                      |
| Herrenhaus Kerihoue Manoir de Kerihoue                                                          | Saint-Gérand 48,109861° N, 2,903611° W           | Schloss (Herrenhaus)       | |                      |
| Herrenhaus Kerihuer Manoir de Kerihuer                                                          | Ploemeur 47,745167° N, 3,4175° W                 | Schloss (Herrenhaus)       | |                      |
| Herrenhaus Kerino Manoir de Kerino                                                              | Vannes 47,642639° N, 2,758333° W                 | Schloss (Herrenhaus)       | |                      |
| Schloss Kerisper Château de Kerisper                                                            | Pluneret 47,643667° N, 2,960389° W               | Schloss                    | |                      |
| Herrenhaus Kerivalan Manoir de Kerivalan                                                        | Brech 47,698611° N, 3,007778° W                  | Schloss (Herrenhaus)       | |                      |
| Herrenhaus Kerizouët Manoir de Kerizouët                                                        | Guidel 47,771667° N, 3,488972° W                 | Schloss (Herrenhaus)       | |                      |
| Schloss Kerlann Château de Kerlann                                                              | Moustoir-Ac 47,86125° N, 2,82167° W              | Schloss                    | |                      |
| Herrenhaus Kerléano Manoir de Kerléano                                                          | Auray 47,661444° N, 2,994583° W                  | Schloss (Herrenhaus)       | |                      |
| Schloss Kerlébert Château de Kerlébert                                                          | Quéven 47,795333° N, 3,423194° W                 | Schloss                    | |                      |
| Schloss Kerlébot Château de Kerlébot                                                            | Quéven                                           | Schloss                    | Ruine |                      |
| Schloss Kerlégan Château de Kerlégan                                                            | Hennebont 47,802972° N, 3,303139° W              | Schloss                    | |                      |
| Herrenhaus Kerléguen Manoir de Kerléguen                                                        | Grand-Champ 47,749444° N, 2,854028° W            | Schloss (Herrenhaus)       | |                      |
| Herrenhaus Kerlescan Manoir de Kerlescan                                                        | Carnac                                           | Schloss (Herrenhaus)       | |                      |
| Schloss Kerlevénan Château de Kerlevénan                                                        | Sarzeau 47,539444° N, 2,73° W                    | Schloss                    | |                      |
| Herrenhaus Kerlevenez Manoir de Kerlevenez                                                      | Languidic                                        | Schloss (Herrenhaus)       | |                      |
| Herrenhaus Kerliniou Manoir de Kerliniou                                                        | Langonnet                                        | Schloss (Herrenhaus)       | |                      |
| Schloss Kerlivio Domaine de Kerlivio                                                            | Brandérion 47,791194° N, 3,200556° W             | Schloss                    | |                      |
| Herrenhaus Kerlo Château de Kerlo                                                               | Elven 47,731556° N, 2,626806° W                  | Schloss                    | |                      |
| Schloss Kerlois Château de Kerlois                                                              | Hennebont 47,801111° N, 3,298056° W              | Schloss                    | |                      |
| Herrenhaus Kerlois Manoir de Kerlois                                                            | Malguénac                                        | Schloss (Herrenhaus)       | |                      |
| Schloss Kerlois Château de Kerlois                                                              | Pluvigner 47,75° N, 2,981111° W                  | Schloss                    | |                      |
| Herrenhaus Kermabo Manoir de Kermabo                                                            | Saint-Gérand 48,097639° N, 2,905° W              | Schloss (Herrenhaus)       | |                      |
| Herrenhaus Kermadio Manoir de Kermadio                                                          | Kervignac 47,71048° N, 3,210843° W               | Schloss (Herrenhaus)       | |                      |
| Schloss Kermadio Château de Kermadio                                                            | Pluneret 47,6772° N, 2,9739° W                   | Schloss                    | |                      |
| Herrenhaus Kermagaro Manoir de Kermagaro                                                        | Néant-sur-Yvel                                   | Schloss (Herrenhaus)       | |                      |
| Burg Kermain Motte de Kermain                                                                   | Langonnet 48,10953° N, 3,44914° W                | Burg (Motte)               | Abgegangen, Erd-/Turmhügelburg |                      |
| Herrenhaus Kermain Manoir de Kermain                                                            | Langonnet 48,108167° N, 3,447611° W              | Schloss (Herrenhaus)       | |                      |
| Schloss Kermalvezin Château de Kermalvezin                                                      | Carnac 47,623139° N, 3,093694° W                 | Schloss                    | |                      |
| Herrenhaus Kermaquer Manoir de Kermaquer                                                        | Guern                                            | Schloss (Herrenhaus)       | |                      |
| Herrenhaus Kermarec Manoir de Kermarec                                                          | Pontivy 48,076389° N, 2,995556° W                | Schloss (Herrenhaus)       | |                      |
| Herrenhaus Kermartin Manoir de Kermartin                                                        | Guidel                                           | Schloss (Herrenhaus)       | |                      |
| Herrenhaus Kermassonnet Manoir de Kermassonnet                                                  | Kervignac 47,736453° N, 3,20989° W               | Schloss (Herrenhaus)       | |                      |
| Schloss Kermat Château de Kermat                                                                | Inzinzac-Lochrist 47,864944° N, 3,22925° W       | Schloss                    | |                      |
| Herrenhaus Kermelin Manoir de Kermelin                                                          | Saint-Avé 47,676701° N, 2,727281° W              | Schloss (Herrenhaus)       | |                      |
| Herrenhaus Kermenguy Manoir de Kermenguy                                                        | Grand-Champ                                      | Schloss (Herrenhaus)       | |                      |
| Schloss Kerméno Château de Kerméno                                                              | La Chapelle-Neuve                                | Schloss                    | Ruine |                      |
| Herrenhaus Kerméno Manoir de Kerméno                                                            | Grand-Champ 47,779444° N, 2,828611° W            | Schloss (Herrenhaus)       | |                      |
| Schloss Kermerien Château de Kermerien                                                          | Saint-Caradec-Trégomel                           | Schloss                    | |                      |
| Herrenhaus Kermesquel Manoir de Kermesquel                                                      | Vannes 47,669722° N, 2,775889° W                 | Schloss (Herrenhaus)       | |                      |
| Herrenhaus Kermeux Manoir de Kermeux                                                            | Malansac                                         | Schloss (Herrenhaus)       | |                      |
| Schloss Kerminizy Château de Kerminizy                                                          | Saint-Tugdual 48,105694° N, 3,358472° W          | Schloss                    | |                      |
| Herrenhaus Kermoel Bras Manoir de Kermoel Bras                                                  | Quistinic 47,900591° N, 3,14267° W               | Schloss (Herrenhaus)       | |                      |
| Herrenhaus Kermorgan Manoir de Kermorgan                                                        | Plouay 47,891511° N, 3,376226° W                 | Schloss (Herrenhaus)       | |                      |
| Schloss Kermorvan Château de Kermorvan                                                          | Baud 47,903039° N, 3,02983° W                    | Schloss                    | |                      |
| Herrenhaus Kermorvan Manoir de Kermorvan                                                        | Pont-Scorff 47,827639° N, 3,421167° W            | Schloss (Herrenhaus)       | |                      |
| Herrenhaus Kernars Manoir de Kernars                                                            | Saint-Barthélemy 47,911722° N, 3,066444° W       | Schloss (Herrenhaus)       | |                      |
| Herrenhaus Kernavélo Manoir de Kernavélo                                                        | Sarzeau 47,525694° N, 2,738944° W                | Schloss (Herrenhaus)       | |                      |
| Burg Kernec Motte castrale de Kernec                                                            | Languidic                                        | Burg (Motte)               | Im Weiler Kernec |                      |
| Schloss Kernévez Château de Kernévez                                                            | Plouray 48,122611° N, 3,413278° W                | Schloss                    | |                      |
| Schloss Kernivinen Château de Kernivinen                                                        | Bubry 47,917321° N, 3,203446° W                  | Schloss                    | |                      |
| Herrenhaus Kerno Manoir de Kerno                                                                | Île-aux-Moines                                   | Schloss (Herrenhaus)       | |                      |
| Herrenhaus Kernoël Manoir de Kernoël                                                            | Île-aux-Moines 47,592778° N, 2,794722° W         | Schloss (Herrenhaus)       | |                      |
| Herrenhaus Kernoël Manoir de Kernoël                                                            | Île-d’Arz 47,592747° N, 2,794779° W              | Schloss (Herrenhaus)       | |                      |
| Herrenhaus Keroffret Manoir de Keroffret                                                        | Languidic                                        | Schloss (Herrenhaus)       | |                      |
| Schloss Kerohel Château de Kerohel                                                              | Persquen 48,020402° N, 3,195376° W               | Schloss                    | |                      |
| Herrenhaus Kerolin Manoir de Kerolin                                                            | Lanvaudan 47,877718° N, 3,260309° W              | Schloss (Herrenhaus)       | |                      |
| Herrenhaus Keroman Manoir de Keroman                                                            | Inzinzac-Lochrist 47,841139° N, 3,213139° W      | Schloss (Herrenhaus)       | |                      |
| Herrenhaus Keroman Manoir de Keroman                                                            | Languidic 47,814278° N, 3,123833° W              | Schloss (Herrenhaus)       | |                      |
| Schloss Keronic Château de Keronic                                                              | Pluvigner 47,7915° N, 3,0304° W                  | Schloss                    | |                      |
| Herrenhaus Kerouallan Manoir de Kerouallan                                                      | Lignol                                           | Schloss (Herrenhaus)       | |                      |
| Herrenhaus Kerouarc’h Manoir de Kerouarc'h                                                      | Guidel                                           | Schloss (Herrenhaus)       | |                      |
| Schloss Kerozer Château de Kerozer                                                              | Saint-Avé 47,701111° N, 2,737639° W              | Schloss                    | |                      |
| Schloss Kerplat Château de Kerplat                                                              | Larré 47,704861° N, 2,494583° W                  | Schloss                    | |                      |
| Schloss Kerplouz Château de Kerplouz                                                            | Auray 47,656234° N, 2,973729° W                  | Schloss                    | |                      |
| Herrenhaus Kerponner Manoir de Kerponner                                                        | Noyal-Pontivy                                    | Schloss (Herrenhaus)       | |                      |
| Herrenhaus Kerrio Manoir de Kerrio                                                              | Grand-Champ                                      | Schloss (Herrenhaus)       | |                      |
| Herrenhaus Kerrio Manoir de Kerrio                                                              | Inzinzac-Lochrist 47,863889° N, 3,259583° W      | Schloss (Herrenhaus)       | |                      |
| Herrenhaus Kerroualch Manoir de Kerroualch                                                      | Meslan                                           | Schloss (Herrenhaus)       | |                      |
| Schloss Kerrous Château de Kerrous                                                              | Languidic 47,82742° N, 3,206882° W               | Schloss                    | |                      |
| Schloss Kerrousseau Château de Kerrousseau                                                      | Quéven                                           | Schloss                    | Ruine |                      |
| Herrenhaus Kersallic Manoir de Kersallic                                                        | Saint-Tugdual 48,098528° N, 3,373556° W          | Schloss (Herrenhaus)       | |                      |
| Herrenhaus Kersapé Manoir de Kersapé                                                            | Theix-Noyalo 47,648833° N, 2,624361° W           | Schloss (Herrenhaus)       | |                      |
| Schloss Kerscamp Château de Kerscamp                                                            | Hennebont 47,806111° N, 3,309722° W              | Schloss                    | |                      |
| Herrenhaus Kerscomard Manoir de Kerscomard                                                      | Noyal-Pontivy                                    | Schloss (Herrenhaus)       | |                      |
| Herrenhaus Kerscoup Manoir de Kerscoup                                                          | Plaudren 47,809806° N, 2,692611° W               | Schloss (Herrenhaus)       | |                      |
| Herrenhaus Kerservant Manoir de Kerservant                                                      | Ploërdut                                         | Schloss (Herrenhaus)       | |                      |
| Schloss Kersily Château de Kersily                                                              | Plouay 47,939722° N, 3,338056° W                 | Schloss                    | |                      |
| Erstes Schloss Kerthomas Premier château de Kerthomas                                           | Sarzeau 47,525° N, 2,77875° W                    | Schloss                    | |                      |
| Zweites Schloss Kerthomas Deuxième château de Kerthomas                                         | Sarzeau 47,524722° N, 2,775278° W                | Schloss                    | |                      |
| Herrenhaus Kervazy Manoir de Kervazy                                                            | Plaudren 47,766944° N, 2,644028° W               | Schloss (Herrenhaus)       | |                      |
| Schloss Kervéléan Château de Kervéléan                                                          | Lanester 47,772361° N, 3,354639° W               | Schloss                    | |                      |
| Herrenhaus Kervelin Manoir de Kervelin                                                          | Marzan 47,543056° N, 2,343528° W                 | Schloss (Herrenhaus)       | |                      |
| Herrenhaus Kervéno Manoir de Kervéno                                                            | Languidic 47,838556° N, 3,137222° W              | Schloss (Herrenhaus)       | |                      |
| Herrenhaus Kerveno Manoir de Kerveno                                                            | Plouray 48,154056° N, 3,364778° W                | Schloss (Herrenhaus)       | |                      |
| Herrenhaus Kerverec Manoir de Kerverec                                                          | Ploeren 47,637583° N, 2,862222° W                | Schloss (Herrenhaus)       | |                      |
| Herrenhaus Kervergant Manoir de Kervergant                                                      | Ploemeur                                         | Schloss (Herrenhaus)       | |                      |
| Herrenhaus Kervero Manoir de Kervero                                                            | Arradon                                          | Schloss (Herrenhaus)       | |                      |
| Herrenhaus Le Kervert Manoir du Kervert                                                         | Saint-Gildas-de-Rhuys 47,526389° N, 2,857917° W  | Schloss (Herrenhaus)       | |                      |
| Schloss Kervézec Château de Kervézec                                                            | Monteneuf                                        | Schloss                    | |                      |
| Schloss Kervezo Château de Kervezo                                                              | Muzillac 47,542222° N, 2,488611° W               | Schloss                    | |                      |
| Schloss Kervihan Château de Kervihan                                                            | Carnac 47,633833° N, 3,039083° W                 | Schloss                    | |                      |
| Schloss Kervilio Château de Kervilio                                                            | Le Bono 47,649917° N, 2,934° W                   | Schloss                    | |                      |
| Herrenhaus Kervio Manoir de Kervio                                                              | Plumelec                                         | Schloss (Herrenhaus)       | |                      |
| Schloss Keryard Château de Keryard                                                              | Cléguer                                          | Schloss                    | |                      |
| Herrenhaus Keryargon Manoir de Keryargon                                                        | Belz 47,6625° N, 3,143833° W                     | Schloss (Herrenhaus)       | |                      |
| Herrenhaus Keryvon Manoir de Keryvon                                                            | Languidic 47,857444° N, 3,1735° W                | Schloss (Herrenhaus)       | |                      |
| Schloss Kerzo Château de Kerzo                                                                  | Port-Louis 47,714444° N, 3,351111° W             | Schloss                    | Ruine |                      |
| Herrenhaus Kerzo Manoir de Kerzo                                                                | Pluneret 47,689806° N, 2,984056° W               | Schloss (Herrenhaus)       | |                      |
| Herrenhaus Kohanno Kozh Manoir de Kohanno Kozh                                                  | Surzur                                           | Schloss (Herrenhaus)       | |                      |
| Herrenhaus Le Kreisker Manoir du Kreisker                                                       | Saint-Avé 47,690556° N, 2,735139° W              | Schloss (Herrenhaus)       | |                      |
| Schloss l’Isle Château de l'Isle                                                                | Férel                                            | Schloss                    | |                      |
| Schloss L’Isle Château de l'Isle                                                                | Marzan 47,516111° N, 2,351111° W                 | Schloss                    | Ruine |                      |
| Herrenhaus La Jouardais Manoir de la Jouardais                                                  | Les Fougerêts 47,742343° N, 2,18891° W           | Schloss (Herrenhaus)       | |                      |
| Schloss Le Lain Château du Lain                                                                 | Gestel 47,802933° N, 3,437376° W                 | Schloss                    | Ruine |                      |
| Schloss Lambilly Château de Lambilly                                                            | Taupont 47,950833° N, 2,433889° W                | Schloss                    | |                      |
| Schloss Les Landérieux Château des Landérieux                                                   | Augan 47,916318° N, 2,263953° W                  | Schloss                    | |                      |
| Herrenhaus Landual Manoir de Landual                                                            | Ménéac                                           | Schloss (Herrenhaus)       | |                      |
| Herrenhaus Langat Manoir de Langat                                                              | Arradon                                          | Schloss (Herrenhaus)       | |                      |
| Schloss Langoëlan Château de Langoëlan                                                          | Langoëlan                                        | Schloss                    | |                      |
| Schloss Lannouan Château de Lannouan                                                            | Landévant 47,772417° N, 3,106583° W              | Schloss                    | |                      |
| Burg Lanvaux Château-fort de Lanvaux                                                            | Brandivy                                         | Burg                       | Ruine |                      |
| Burg Lanvénégen Motte castrale de Lanvénégen                                                    | Lanvénégen                                       | Burg (Motte)               | Abgegangen, Erd-/Turmhügelburg |                      |
| Burg Largoët Château de Largouët                                                                | Elven 47,725278° N, 2,618611° W                  | Burg                       | Ruine |                      |
| Herrenhaus Larmor Manoir de Larmor                                                              | Vannes 47,639917° N, 2,756556° W                 | Schloss (Herrenhaus)       | |                      |
| Schloss Le Latz Château du Latz                                                                 | La Trinité-sur-Mer 47,607167° N, 3,031806° W     | Schloss                    | |                      |
| Herrenhaus Launay Manoir de Launay                                                              | Carentoir 47,790417° N, 2,200139° W              | Schloss (Herrenhaus)       | |                      |
| Herrenhaus Le Launay Manoir du Launay                                                           | Gourin 48,133889° N, 3,559167° W                 | Schloss (Herrenhaus)       | |                      |
| Herrenhaus Launay Manoir de Launay                                                              | Ménéac                                           | Schloss (Herrenhaus)       | |                      |
| Schloss Launay Château de Launay                                                                | Saint-Vincent-sur-Oust 47,706111° N, 2,168056° W | Schloss                    | |                      |
| Herrenhaus Lécadeuc Manoir de Lécadeuc                                                          | Guilliers                                        | Schloss (Herrenhaus)       | |                      |
| Herrenhaus Lécadeuc Manoir de Lécadeuc                                                          | Mohon                                            | Schloss (Herrenhaus)       | |                      |
| Schloss Léhélec Château de Léhélec                                                              | Béganne 47,588889° N, 2,2775° W                  | Schloss                    | |                      |
| Schloss Lémo Château de Lémo                                                                    | Augan 47,915264° N, 2,288352° W                  | Schloss                    | |                      |
| Herrenhaus Lénioten Manoir de Lénioten                                                          | Quistinic 47,882545° N, 3,094284° W              | Schloss (Herrenhaus)       | |                      |
| Herrenhaus Lenvos Manoir de Lenvos                                                              | Cléguérec 48,115917° N, 2,998389° W              | Schloss (Herrenhaus)       | |                      |
| Herrenhaus Lescoat Manoir de Lescoat                                                            | Elven 47,730833° N, 2,577667° W                  | Schloss (Herrenhaus)       | |                      |
| Herrenhaus Lescrant Manoir de Lescrant                                                          | Lanvénégen                                       | Schloss (Herrenhaus)       | |                      |
| Schloss Le Leslé Château du Leslé                                                               | Pont-Scorff 47,839444° N, 3,403417° W            | Schloss                    | |                      |
| Schloss Lesnehué Château de Lesnehué                                                            | Saint-Avé 47,695417° N, 2,713972° W              | Schloss                    | |                      |
| Herrenhaus Lestrenic Manoir de Lestrenic                                                        | Séné                                             | Schloss (Herrenhaus)       | |                      |
| Schloss Lesturgant Château de Lesturgant                                                        | Malguénac 48,088861° N, 3,036444° W              | Schloss                    | |                      |
| Herrenhaus Lézonnet Manoir de Lézonnet                                                          | Loyat                                            | Schloss (Herrenhaus)       | |                      |
| Herrenhaus Lieuzel Manoir de Lieuzel                                                            | Pleucadeuc 47,775917° N, 2,378889° W             | Schloss (Herrenhaus)       | |                      |
| Herrenhaus Le Liez Manoir du Liez                                                               | Kergrist 48,140833° N, 2,899944° W               | Schloss (Herrenhaus)       | |                      |
| Herrenhaus Lignol Manoir de Lignol                                                              | Arradon                                          | Schloss (Herrenhaus)       | |                      |
| Schloss Limoge Château de Limoge                                                                | Vannes 47,667556° N, 2,728556° W                 | Schloss                    | |                      |
| Schloss Limur Château de Limur                                                                  | Séné 47,646472° N, 2,727833° W                   | Schloss                    | |                      |
| Schloss Le Listy Château du Listy                                                               | Ambon                                            | Schloss                    | |                      |
| Herrenhaus Livoudrais Manoir de Livoudrais                                                      | Guer                                             | Schloss (Herrenhaus)       | |                      |
| Schloss Liziec Château de Liziec                                                                | Vannes 47,667556° N, 2,728556° W                 | Schloss                    | |                      |
| Schloss Le Lobo Château du Lobo                                                                 | Caro 47,852583° N, 2,326389° W                   | Schloss                    | |                      |
| Schloss Locguénolé Château de Locguénolé                                                        | Kervignac 47,765469° N, 3,285786° W              | Schloss                    | |                      |
| Fort Le Loch Fort du Loch                                                                       | Guidel                                           | Festung (Fort)             | |                      |
| Schloss Locmaria Château de Locmaria                                                            | Ploemel 47,647694° N, 3,045° W                   | Schloss                    | |                      |
| Herrenhaus Locoyarn Manoir de Locoyarn                                                          | Hennebont 47,786778° N, 3,287556° W              | Schloss (Herrenhaus)       | |                      |
| Herrenhaus Locqueltas Manoir de Locqueltas                                                      | Arradon                                          | Schloss (Herrenhaus)       | |                      |
| Herrenhaus Locqueltas Manoir de Locqueltas                                                      | Crach 47,621778° N, 2,960556° W                  | Schloss (Herrenhaus)       | |                      |
| Schloss Locqueltas Château de Locqueltas                                                        | Inzinzac-Lochrist 47,830837° N, 3,240185° W      | Schloss                    | |                      |
| Herrenhaus Lohinga Manoir de Lohinga                                                            | Guer 47,923111° N, 2,086222° W                   | Schloss (Herrenhaus)       | |                      |
| Herrenhaus Longouët Manoir de Longouët                                                          | Guer 47,897222° N, 2,142639° W                   | Schloss (Herrenhaus)       | |                      |
| Herrenhaus Longueville Manoir de Longueville                                                    | Locmalo                                          | Schloss (Herrenhaus)       | |                      |
| Burg Le Loû Motte du Loû                                                                        | Saint-Léry                                       | Burg (Motte)               | Abgegangen, Erd-/Turmhügelburg |                      |
| Schloss Le Loû Château du Loû                                                                   | Saint-Léry 48,095333° N, 2,2585° W               | Schloss                    | |                      |
| Schloss Lourmes Château de Lourmes                                                              | Missiriac 47,838528° N, 2,349444° W              | Schloss                    | |                      |
| Schloss Lourmois Château de Lourmois                                                            | Nivillac 47,535833° N, 2,278833° W               | Schloss                    | |                      |
| Schloss Loyat Château de Loyat                                                                  | Loyat 47,99625° N, 2,407083° W                   | Schloss                    | |                      |
| Herrenhaus Luhan Manoir de Luhan                                                                | Plaudren                                         | Schloss (Herrenhaus)       | |                      |
| Schloss Malleville Château de Malleville                                                        | Ploërmel 47,924444° N, 2,3775° W                 | Schloss                    | |                      |
| Schloss Le Mané Château du Mané                                                                 | Lanester 47,766306° N, 3,305088° W               | Schloss (Herrenhaus)       | |                      |
| Herrenhaus Mané Habat Manoir de Mané Habat                                                      | Quistinic 47,940028° N, 3,109482° W              | Schloss (Herrenhaus)       | |                      |
| Herrenhaus Marchix Manoir de Marchix                                                            | Campénéac 47,923722° N, 2,307028° W              | Schloss (Herrenhaus)       | |                      |
| Schloss Margaret Château Margaret                                                               | Larmor-Plage 47,718057° N, 3,369047° W           | Schloss                    | Auf dem Bild rechts das rechte der drei Schlösser/Villen |                      |
| Schloss Marzan Château de Marzan                                                                | Marzan 47,551833° N, 2,309722° W                 | Schloss                    | |                      |
| Schloss Le Matz Château du Matz                                                                 | Caden 47,652361° N, 2,288194° W                  | Schloss                    | |                      |
| Herrenhaus Le May Manoir de Le May                                                              | Guéhenno 47,905833° N, 2,616459° W               | Schloss (Herrenhaus)       | |                      |
| Herrenhaus Melrand Manoir de Melrand                                                            | Melrand 47,978163° N, 3,111693° W                | Schloss (Herrenhaus)       | |                      |
| Herrenhaus Le Méné Manoir du Méné                                                               | Saint-Armel 47,574167° N, 2,709583° W            | Schloss (Herrenhaus)       | |                      |
| Schloss Ménéhouarn Château de Ménéhouarn (Manéhouarn)                                           | Plouay 47,918056° N, 3,346944° W                 | Schloss                    | |                      |
| Herrenhaus Menguionnet Manoir de Menguionnet                                                    | Gourin 48,082233° N, 3,613611° W                 | Schloss (Herrenhaus)       | |                      |
| Herrenhaus Le Ménimur Manoir du Ménimur                                                         | Vannes 47,667222° N, 2,765278° W                 | Schloss (Herrenhaus)       | |                      |
| Schloss Menoray Château de Menoray                                                              | Locmalo 48,076944° N, 3,159528° W                | Schloss                    | |                      |
| Herrenhaus Menorval Manoir de Menorval                                                          | Guern 48,028556° N, 3,126889° W                  | Schloss (Herrenhaus)       | |                      |
| Schloss Meslien Château de Meslien                                                              | Cléguer 47,873778° N, 3,396556° W                | Schloss                    | |                      |
| Herrenhaus Les Métairies Manoir des Métairies                                                   | Tréal                                            | Schloss (Herrenhaus)       | |                      |
| Schloss Meudon Château de Meudon                                                                | Vannes 47,667106° N, 2,697258° W                 | Schloss                    | |                      |
| Schloss Le Mézo Château du Mézo                                                                 | Ploeren 47,646667° N, 2,863139° W                | Schloss                    | |                      |
| Herrenhaus Moncan Manoir de Moncan                                                              | Auray 47,659666° N, 2,982772° W                  | Schloss (Herrenhaus)       | |                      |
| Herrenhaus Montgrenier Manoir de Montgrenier                                                    | Guégon 47,907417° N, 2,57375° W                  | Schloss (Herrenhaus)       | |                      |
| Herrenhaus Moréac Manoir de Moréac                                                              | Arradon 47,628167° N, 2,785028° W                | Schloss (Herrenhaus)       | |                      |
| Herrenhaus Morfouesse Manoir de Morfouesse                                                      | Ploërmel 47,927056° N, 2,417722° W               | Schloss (Herrenhaus)       | |                      |
| Herrenhaus Morgan Manoir de Morgan                                                              | Taupont 47,937222° N, 2,453528° W                | Schloss (Herrenhaus)       | |                      |
| Schloss La Morinais Château de la Morinais                                                      | Pleucadeuc 47,759722° N, 2,348611° W             | Schloss                    | |                      |
| Schloss La Morlaye Château de la Morlaye                                                        | Missiriac 47,820111° N, 2,363861° W              | Schloss                    | |                      |
| Schloss La Motte Château de la Motte                                                            | Camors 47,848833° N, 3,017333° W                 | Schloss                    | Ruine |                      |
| Schloss La Motte Château de la Motte                                                            | Ploërmel 47,908889° N, 2,373611° W               | Schloss                    | |                      |
| Schloss La Motte Château de la Motte                                                            | Vannes 47,658837° N, 2,757798° W                 | Schloss                    | |                      |
| Herrenhaus La Motte-Rivaud Manoir de la Motte-Rivaud                                            | Sarzeau 47,543222° N, 2,720278° W                | Schloss (Herrenhaus)       | |                      |
| Schloss Le Mounouff Château du Mounouff                                                         | Questembert 47,682083° N, 2,404306° W            | Schloss                    | |                      |
| Schloss Moustoirlan Château de Moustoirlan                                                      | Malguénac 48,072889° N, 3,052444° W              | Schloss                    | |                      |
| Schloss Le Mur Château du Mur                                                                   | Carentoir 47,843823° N, 2,095985° W              | Schloss                    | |                      |
| Schloss Le Nedo Château du Nedo                                                                 | Plaudren 47,7675° N, 2,720222° W                 | Schloss                    | |                      |
| Herrenhaus La Née Manoir de la Née                                                              | Saint-Marcel 47,823944° N, 2,4° W                | Schloss (Herrenhaus)       | |                      |
| Schloss Nelhouët Château de Nelhouët                                                            | Caudan                                           | Schloss                    | |                      |
| Schloss Le Nelhouët Château du Nelhouët                                                         | Missiriac 47,831167° N, 2,341528° W              | Schloss                    | |                      |
| Schloss Le Néret Château du Néret                                                               | Sarzeau 47,53825° N, 2,776472° W                 | Schloss                    | |                      |
| Herrenhaus La Noë Manoir de la Noë                                                              | Béganne 47,612778° N, 2,268333° W                | Schloss (Herrenhaus)       | |                      |
| Herrenhaus La Noë-Cado Manoir de la Noë-Cado                                                    | Les Fougerêts 47,754028° N, 2,183056° W          | Schloss (Herrenhaus)       | |                      |
| Schloss Notre-Dame-de-Liesse du Fresne Notre-Dame-de-Liesse du Fresne                           | Caro 47,839722° N, 2,374444° W                   | Schloss (Herrenhaus)       | |                      |
| Herrenhaus La Nouan Manoir de la Nouan                                                          | Carentoir 47,810833° N, 2,077222° W              | Schloss (Herrenhaus)       | |                      |
| Herrenhaus La Noy Manoir de la Noy                                                              | Arzal                                            | Schloss (Herrenhaus)       | |                      |
| Herrenhaus Painfaut Manoir de Painfaut                                                          | Saint-Vincent-sur-Oust                           | Schloss (Herrenhaus)       | |                      |
| Herrenhaus Le Palivarch Manoir du Palivarch                                                     | Nostang 47,762222° N, 3,161556° W                | Schloss (Herrenhaus)       | |                      |
| Burg Parc Er Butte Bihan Motte de Parc Er Butte Bihan                                           | Langonnet                                        | Burg (Motte)               | Abgegangen, Erd-/Turmhügelburg |                      |
| Schloss Le Pargo Château du Pargo                                                               | Vannes 47,656° N, 2,7795° W                      | Schloss                    | |                      |
| Herrenhaus Peccadeuc Manoir de Peccadeuc                                                        | Carentoir 47,8075° N, 2,182417° W                | Schloss (Herrenhaus)       | |                      |
| Schloss Pembulzo Château de Pembulzo                                                            | Surzur 47,583667° N, 2,605139° W                 | Schloss                    | |                      |
| Herrenhaus Pen Mané Manoir de Pen Mané                                                          | Pont-Scorff 47,81875° N, 3,409444° W             | Schloss (Herrenhaus)       | |                      |
| Schloss Pen-Mané Château de Pen-Mané                                                            | Saint-Barthélemy 47,935444° N, 3,073709° W       | Schloss                    | |                      |
| Schloss Pen-Mur Château de Pen-Mur                                                              | Muzillac 47,562504° N, 2,493619° W               | Schloss                    | |                      |
| Herrenhaus Penclen Manoir de Penclen (Penquelen)                                                | Plumelec                                         | Schloss (Herrenhaus)       | |                      |
| Herrenhaus Penguily Manoir de Penguily                                                          | Plouray 48,153889° N, 3,398333° W                | Schloss (Herrenhaus)       | |                      |
| Herrenhaus Penhoat Manoir de Penhoat                                                            | Ploemeur 47,75125° N, 3,466278° W                | Schloss (Herrenhaus)       | |                      |
| Schloss Penhoët Château de Penhoët                                                              | Bangor                                           | Schloss                    | |                      |
| Schloss Penhouët Château de Penhouët                                                            | Grand-Champ 47,773139° N, 2,8455° W              | Schloss                    | |                      |
| Schloss Penhouët Château de Penhouët                                                            | La Croix-Helléan 47,961093° N, 2,534387° W       | Schloss                    | |                      |
| Herrenhaus Pennéro Manoir de Pennéro                                                            | Île-aux-Moines 47,592778° N, 2,794722° W         | Schloss (Herrenhaus)       | |                      |
| Schloss Penvern Château de Penvern                                                              | Persquen 48,015° N, 3,236944° W                  | Schloss                    | |                      |
| Herrenhaus Penvern Manoir de Penvern                                                            | Plaudren                                         | Schloss (Herrenhaus)       | |                      |
| Schloss Pérénès Château de Pérénès                                                              | Surzur 47,577883° N, 2,635111° W                 | Schloss                    | |                      |
| Herrenhaus Le Pérenno Manoir du Pérenno                                                         | Theix-Noyalo 47,653333° N, 2,696694° W           | Schloss (Herrenhaus)       | |                      |
| Herrenhaus La Pérouse Manoir de la Pérouse                                                      | Ploërmel                                         | Schloss (Herrenhaus)       | |                      |
| Herrenhaus Perros Manoir de Perros                                                              | Bubry 47,978434° N, 3,193523° W                  | Schloss (Herrenhaus)       | |                      |
| Herrenhaus Perroz Manoir de Perroz                                                              | Inzinzac-Lochrist 47,841472° N, 3,2955° W        | Schloss (Herrenhaus)       | Ruine |                      |
| Herrenhaus Le Petit Conleau Manoir du Petit Conleau                                             | Vannes 47,635278° N, 2,779806° W                 | Schloss (Herrenhaus)       | |                      |
| Herrenhaus Le Petit Rulliac Manoir du Petit Rulliac                                             | Saint-Avé 47,70916° N, 2,745518° W               | Schloss (Herrenhaus)       | |                      |
| Herrenhaus Pinieux Manoir de Pinieux (Château de Pinieux)                                       | Limerzel 47,628611° N, 2,382222° W               | Schloss (Herrenhaus)       | |                      |
| Herrenhaus Plascaër Manoir de Plascaër                                                          | Priziac 48,025611° N, 3,427528° W                | Schloss (Herrenhaus)       | |                      |
| Schloss Le Plessis Château du Plessis                                                           | Lanester 47,760639° N, 3,335444° W               | Schloss                    | Ruine |                      |
| Herrenhaus Le Plessis Manoir du Plessis                                                         | Langoëlan 48,113667° N, 3,237778° W              | Schloss (Herrenhaus)       | |                      |
| Schloss Le Plessis Château du Plessis                                                           | Mauron 48,063444° N, 2,308806° W                 | Schloss                    | |                      |
| Herrenhaus Le Plessis Manoir du Plessis                                                         | Peillac 47,705722° N, 2,195556° W                | Schloss (Herrenhaus)       | |                      |
| Schloss Le Plessis Château du Plessis                                                           | Saint-Dolay 47,566056° N, 2,178944° W            | Schloss                    | |                      |
| Schloss Le Plessis-Josso Château du Plessis-Josso                                               | Theix-Noyalo 47,629667° N, 2,594444° W           | Schloss                    | |                      |
| Schloss Le Plessis-Kaër Château du Plessis-Kaër                                                 | Crach 47,644722° N, 2,975833° W                  | Schloss                    | |                      |
| Herrenhaus Le Plessis-Rebours Manoir du Plessis-Rebours                                         | Ménéac 48,150844° N, 2,497722° W                 | Schloss (Herrenhaus)       | |                      |
| Schloss Le Plessis-Rivault Château du Plessis-Rivault                                           | Allaire 47,66502° N, 2,138552° W                 | Schloss                    | |                      |
| Schloss La Poinaie Demeure de La Poinaie                                                        | Allaire                                          | Schloss (Villa)            | |                      |
| Herrenhaus Le Pont d’Oust Manoir du Pont d'Oust                                                 | Les Fougerêts                                    | Schloss (Herrenhaus)       | |                      |
| Schloss Pont Sal Château de Pont Sal                                                            | Plougoumelen 47,668889° N, 2,9125° W             | Schloss                    | |                      |
| Herrenhaus Le Pont-Bily Manoir du Pont-Bily                                                     | Saint-Nicolas-du-Tertre 47,80125° N, 2,228056° W | Schloss (Herrenhaus)       | |                      |
| Schloss Pontcallec Château de Pontcallec                                                        | Berné 47,99183° N, 3,343151° W                   | Schloss                    | |                      |
| Burg Pontivy Château de Pontivy (Château des Rohan)                                             | Pontivy 48,0704° N, 2,9635° W                    | Burg                       | |                      |
| Schloss Porcaro Château de Porcaro                                                              | Porcaro 47,906306° N, 2,201194° W                | Schloss                    | |                      |
| Schloss Porcé Château de Porcé                                                                  | Arradon 47,619615° N, 2,79772° W                 | Schloss                    | |                      |
| Herrenhaus Porh Priendo Manoir de Porh Priendo                                                  | Ploeren 47,662278° N, 2,820694° W                | Schloss (Herrenhaus)       | |                      |
| Herrenhaus Porh-Kerio Manoir de Porh-Kerio                                                      | Locoal-Mendon                                    | Schloss (Herrenhaus)       | |                      |
| Schloss Porhman Château de Porhman                                                              | Réguiny 47,995972° N, 2,798333° W                | Schloss                    | |                      |
| Herrenhaus Le Port de Lan Hoedic Manoir du Port de Lan Hoedic                                   | Sarzeau 47,5025° N, 2,761111° W                  | Schloss (Herrenhaus)       | |                      |
| Herrenhaus La Porte Manoir de la Porte                                                          | Guer                                             | Schloss (Herrenhaus)       | |                      |
| Herrenhaus La Porte Guyondaie Manoir de la Porte Guyondaie                                      | Caro                                             | Schloss (Herrenhaus)       | |                      |
| Herrenhaus La Porte-Garel Manoir de la Porte-Garel                                              | Nivillac                                         | Schloss (Herrenhaus)       | |                      |
| Herrenhaus Le Pou Manoir du Pou                                                                 | Guidel 47,776111° N, 3,463194° W                 | Schloss (Herrenhaus)       | |                      |
| Herrenhaus Le Pou Manoir du Pou                                                                 | Lignol 48,030833° N, 3,272222° W                 | Schloss (Herrenhaus)       | |                      |
| Herrenhaus Le Pouillot Manoir du Pouillot                                                       | Lorient 47,771944° N, 3,3925° W                  | Schloss (Herrenhaus)       | |                      |
| Herrenhaus Pratmeur Manoir de Pratmeur                                                          | Quistinic 47,898733° N, 3,102309° W              | Schloss (Herrenhaus)       | |                      |
| Schloss Le Pré-Clos Château du Pré-Clos                                                         | Tréal 47,830996° N, 2,241298° W                  | Schloss                    | |                      |
| Schloss Le Prédit Château du Prédit                                                             | Marzan 47,516749° N, 2,340504° W                 | Schloss                    | Ruine |                      |
| Schloss La Prévostais Château de la Prévostais                                                  | Pleucadeuc 47,769889° N, 2,35675° W              | Schloss                    | |                      |
| Schloss Prières Château de Prières                                                              | Billiers 47,524028° N, 2,4875° W                 | Schloss                    | |                      |
| Herrenhaus Priziac Manoir de Priziac                                                            | Priziac 48,060611° N, 3,4095° W                  | Schloss (Herrenhaus)       | |                      |
| Schloss Queheon Château de Queheon                                                              | Ploërmel                                         | Schloss                    | |                      |
| Schloss Quéjeau Château de Quéjeau                                                              | Campénéac 47,9495° N, 2,314722° W                | Schloss                    | |                      |
| Schloss Le Quelennec Château du Quelennec                                                       | Languidic 47,829306° N, 3,224444° W              | Schloss                    | |                      |
| Herrenhaus Quelneuc Manoir de Quelneuc                                                          | Carentoir                                        | Schloss (Herrenhaus)       | |                      |
| Herrenhaus Quelneuf Manoir de Quelneuf                                                          | Forges de Lanouée                                | Schloss (Herrenhaus)       | |                      |
| Schloss Queneven Château de Queneven                                                            | Sainte-Anne-d’Auray 47,699° N, 2,939833° W       | Schloss                    | |                      |
| Schloss Le Quengo Château du Quengo                                                             | Rohan 48,06575° N, 2,736944° W                   | Schloss                    | |                      |
| Herrenhaus Quesnouët Manoir de Quesnouët                                                        | Colpo 47,838056° N, 2,771806° W                  | Schloss (Herrenhaus)       | |                      |
| Herrenhaus Quian Manoir de Quian                                                                | Béganne                                          | Schloss (Herrenhaus)       | |                      |
| Herrenhaus Quihiac Manoir de Quihiac                                                            | Mauron                                           | Schloss (Herrenhaus)       | |                      |
| Schloss Quinipily Château de Quinipily                                                          | Baud 47,868204° N, 3,035322° W                   | Schloss                    | Ruine |                      |
| Schloss Ramponet Château de Ramponet                                                            | Caro 47,860472° N, 2,291111° W                   | Schloss                    | |                      |
| Herrenhaus Randrécard Manoir de Randrécard                                                      | Treffléan 47,673194° N, 2,632083° W              | Schloss (Herrenhaus)       | |                      |
| Herrenhaus Le Rangouët Manoir du Rangouët                                                       | Molac 47,731944° N, 2,447222° W                  | Schloss (Herrenhaus)       | |                      |
| Herrenhaus Le Ranquin Manoir du Ranquin                                                         | Séné 47,615556° N, 2,755556° W                   | Schloss (Herrenhaus)       | |                      |
| Schloss Le Ratz Château du Ratz                                                                 | Arradon 47,636158° N, 2,808539° W                | Schloss                    | |                      |
| Herrenhaus Rédillac Manoir de Rédillac                                                          | Saint-Jacut-les-Pins 47,674361° N, 2,222111° W   | Schloss (Herrenhaus)       | |                      |
| Schloss Le Rénaud Château du Rénaud                                                             | Locmariaquer                                     | Schloss                    | |                      |
| Herrenhaus Rest er Boer Manoir de Rest er Boer                                                  | Saint-Thuriau 48,020278° N, 2,9075° W            | Schloss (Herrenhaus)       | |                      |
| Herrenhaus Le Rest Manoir du Rest                                                               | Langoëlan 48,115361° N, 3,260694° W              | Schloss (Herrenhaus)       | |                      |
| Herrenhaus Restaloué Manoir de Restaloué                                                        | Lignol 48,011306° N, 3,298611° W                 | Schloss (Herrenhaus)       | |                      |
| Schloss Le Reste Château du Reste                                                               | Grand-Champ 47,715583° N, 2,811433° W            | Schloss                    | |                      |
| Herrenhaus Restermah Manoir de Restermah                                                        | Plouray 48,141194° N, 3,379611° W                | Schloss (Herrenhaus)       | |                      |
| Herrenhaus Restinois Manoir de Restinois                                                        | Meslan                                           | Schloss (Herrenhaus)       | |                      |
| Schloss Le Resto Château du Resto                                                               | Moustoir-Ac 47,847944° N, 2,853611° W            | Schloss                    | |                      |
| Schloss Le Resto Château du Resto                                                               | Réguiny 47,983056° N, 2,752917° W                | Schloss                    | |                      |
| Schloss La Riaye Château de la Riaye                                                            | Ménéac 48,133944° N, 2,39625° W                  | Schloss                    | |                      |
| Herrenhaus La Ricardais Manoir de la Ricardais                                                  | Saint-Jean-la-Poterie 47,645278° N, 2,119444° W  | Schloss (Herrenhaus)       | |                      |
| Schloss Rieux Château de Rieux                                                                  | Rieux 47,598889° N, 2,099444° W                  | Schloss                    | |                      |
| Schloss Rimaison Château de Rimaison                                                            | Pluméliau-Bieuzy 48,009444° N, 3,003611° W       | Schloss                    | Ruine |                      |
| Herrenhaus La Rivière Manoir de la Rivière                                                      | Sérent 47,8° N, 2,551389° W                      | Schloss (Herrenhaus)       | |                      |
| Herrenhaus La Rivière-Bréhaut Manoir de la Rivière-Bréhaut                                      | Taupont 47,923333° N, 2,455833° W                | Schloss (Herrenhaus)       | |                      |
| Herrenhaus Roblin Manoir de Roblin                                                              | Ploërmel                                         | Schloss (Herrenhaus)       | |                      |
| Schloss Rocarant Domaine de Rocarant                                                            | Bohal 47,79757° N, 2,459674° W                   | Schloss                    | |                      |
| Herrenhaus La Roche-Gestin Manoir de la Roche-Gestin                                            | La Gacilly 47,777917° N, 2,1695° W               | Schloss (Herrenhaus)       | |                      |
| Burg La Roche-Piriou Château-fort de la Roche-Piriou                                            | Priziac                                          | Burg                       | Ruine |                      |
| Schloss Rochefort-en-Terre Château de Rochefort-en-Terre                                        | Rochefort-en-Terre 47,7° N, 2,339444° W          | Schloss                    | |                      |
| Herrenhaus Rocher Manoir du Rocher                                                              | Le Bono                                          | Schloss (Herrenhaus)       | |                      |
| Schloss Rochevilaine Château de Rochevilaine                                                    | Billiers 47,514708° N, 2,501644° W               | Schloss                    | |                      |
| Herrenhaus La Rodière Manoir de la Rodière                                                      | Landaul 47,738278° N, 3,119028° W                | Schloss (Herrenhaus)       | |                      |
| Herrenhaus Le Rodoir Manoir du Rodoir                                                           | Nivillac                                         | Schloss (Herrenhaus)       | |                      |
| Herrenhaus Roguédas Manoir de Roguédas                                                          | Arradon 47,619591° N, 2,791556° W                | Schloss (Herrenhaus)       | |                      |
| Schloss Rohéan Château de Rohéan                                                                | Sérent                                           | Schloss                    | Ruine |                      |
| Schloss Le Rohello Château du Rohello                                                           | Baden 47,617054° N, 2,948291° W                  | Schloss                    | |                      |
| Herrenhaus Rollienne Manoir de Rollienne                                                        | Carentoir                                        | Schloss (Herrenhaus)       | |                      |
| Schloss Le Rongouët Château du Rongouët                                                         | Nostang 47,744944° N, 3,177861° W                | Schloss                    | |                      |
| Herrenhaus Ronsouze Manoir de Ronsouze                                                          | Ploërmel 47,920139° N, 2,38875° W                | Schloss (Herrenhaus)       | |                      |
| Herrenhaus Le Ros Manoir du Ros                                                                 | Nivillac                                         | Schloss (Herrenhaus)       | |                      |
| Herrenhaus Rosangat Manoir de Rosangat                                                          | Lanvénégen 48,011194° N, 3,514389° W             | Schloss (Herrenhaus)       | |                      |
| Schloss Rosnarho Château de Rosnarho                                                            | Crach 47,632325° N, 2,97617° W                   | Schloss                    | |                      |
| Herrenhaus Rotileuc Manoir de Rotileuc                                                          | Guer 47,905028° N, 2,135694° W                   | Schloss (Herrenhaus)       | |                      |
| Burg Les Rouëts Camp des Rouëts                                                                 | Mohon 48,04095° N, 2,51508° W                    | Burg (Motte)               | Erd-/Turmhügelburg inmitten eines Militärlagers aus dem Hochmittelalter                                                                                               |                      |
| Schloss Le Roux Château du Roux                                                                 | Concoret 48,056861° N, 2,230611° W               | Schloss                    | |                      |
| Schloss La Ruée Chateau de la Ruée                                                              | Ruffiac 47,825111° N, 2,258556° W                | Schloss                    | |                      |
| Herrenhaus Les Rues-Neuves Maison noble des Rues-Neuves                                         | Tréhorenteuc 48,006513° N, 2,28624° W            | Schloss (Herrenhaus)       | |                      |
| Schloss Rulliac Château de Rulliac                                                              | Saint-Avé 47,708694° N, 2,738528° W              | Schloss                    | |                      |
| Herrenhaus Ruscouart Manoir de Ruscouart                                                        | Sérent 47,824722° N, 2,466667° W                 | Schloss (Herrenhaus)       | |                      |
| Herrenhaus Sabraham Manoir de Sabraham                                                          | Guillac                                          | Schloss (Herrenhaus)       | |                      |
| Schloss Le Saint Château du Saint                                                               | Le Saint 48,091667° N, 3,559167° W               | Schloss                    | Ruine |                      |
| Herrenhaus Saint-André Manoir Saint-André                                                       | Theix-Noyalo 47,655306° N, 2,647139° W           | Schloss (Herrenhaus)       | |                      |
| Herrenhaus Saint-Derven Manoir de Saint-Derven                                                  | Brandivy                                         | Schloss (Herrenhaus)       | |                      |
| Herrenhaus Saint-Donat Manoir de Saint-Donat                                                    | Saint-Nicolas-du-Tertre 47,788° N, 2,228472° W   | Schloss (Herrenhaus)       | |                      |
| Herrenhaus Saint-Efflam Manoir de Saint-Efflam                                                  | Kervignac 47,744444° N, 3,272972° W              | Schloss (Herrenhaus)       | |                      |
| Herrenhaus Saint-Fiacre Manoir de Saint-Fiacre                                                  | Malansac 47,692833° N, 2,340361° W               | Schloss (Herrenhaus)       | |                      |
| Schloss Saint-Georges Château de Saint-Georges                                                  | Nostang 47,767389° N, 3,199056° W                | Schloss                    | |                      |
| Herrenhaus Saint-Gonant Manoir de Saint-Gonant                                                  | Caro 47,842111° N, 2,345778° W                   | Schloss (Herrenhaus)       | |                      |
| Herrenhaus Saint-Gurval Manoir de Saint-Gurval                                                  | Guer 47,9025° N, 2,107° W                        | Schloss (Herrenhaus)       | |                      |
| Schloss Saint-Hubert Château Saint-Hubert                                                       | Caro 47,846709° N, 2,376159° W                   | Schloss                    | |                      |
| Herrenhaus Saint-Joseph Manoir de Saint-Joseph                                                  | Guer                                             | Schloss (Herrenhaus)       | |                      |
| Herrenhaus Saint-Laurent Manoir de Saint-Laurent                                                | Séné 47,647139° N, 2,718611° W                   | Schloss (Herrenhaus)       | |                      |
| Herrenhaus Saint-Laurent-sur-Oust Manoir de Saint-Laurent-sur-Oust                              | Saint-Laurent-sur-Oust                           | Schloss (Herrenhaus)       | |                      |
| Herrenhaus Saint-Léry Manoir de Saint-Léry                                                      | Saint-Léry 48,090333° N, 2,255278° W             | Schloss (Herrenhaus)       | |                      |
| Herrenhaus Saint-Lucas Manoir de Saint-Lucas                                                    | Plescop 47,703139° N, 2,876861° W                | Schloss (Herrenhaus)       | |                      |
| Schloss der Bischöfe von Saint-Malo Château des évêques de Saint-Malo                           | Saint-Malo-de-Beignon 47,961389° N, 2,154389° W  | Schloss                    | Ehemalige Sommerresidenz der Bischöfe von Saint-Malo |                      |
| Schloss Saint-Malo Château de Saint-Malo                                                        | Ploërmel 47,938057° N, 2,412726° W               | Schloss                    | |                      |
| Herrenhaus Saint-Malo Manoir de Saint-Malo                                                      | Ploërmel 47,939926° N, 2,412588° W               | Schloss (Herrenhaus)       | |                      |
| Herrenhaus Saint-Nicolas Manoir de Saint-Nicolas                                                | Gourin 48,156389° N, 3,546583° W                 | Schloss (Herrenhaus)       | |                      |
| Herrenhaus Saint-Nicolas-des-Eaux Manoir de Saint-Nicolas-des-Eaux                              | Pluméliau-Bieuzy 47,979617° N, 3,041415° W       | Schloss (Herrenhaus)       | |                      |
| Herrenhaus Saint-Quijeau Manoir de Saint-Quijeau                                                | Lanvénégen 47,989993° N, 3,522127° W             | Schloss (Herrenhaus)       | |                      |
| Herrenhaus Saint-Sébastien Manoir Saint-Sébastien                                               | Séné 47,604167° N, 2,727083° W                   | Schloss (Herrenhaus)       | |                      |
| Herrenhaus Saint-Urchaud Manoir de Saint-Urchaud                                                | Pont-Scorff 47,825417° N, 3,390833° W            | Schloss (Herrenhaus)       | |                      |
| Herrenhaus Sainte-Anne de la Billardais Manoir Sainte-Anne de la Billardais                     | Caro                                             | Schloss (Herrenhaus)       | |                      |
| Herrenhaus Sainte-Anne Manoir Sainte-Anne (Château du Guéric)                                   | Île-aux-Moines 47,590617° N, 2,84139° W          | Schloss (Herrenhaus)       | |                      |
| Schloss Sainte-Anne Demeure Sainte-Anne                                                         | Larmor-Baden 47,578333° N, 2,889028° W           | Schloss (Herrenhaus)       | |                      |
| Schloss Sainte-Marguerite Château Sainte-Marguerite                                             | Sarzeau 47,540333° N, 2,831333° W                | Schloss                    | |                      |
| Herrenhaus Sainte-Tréphine Manoir de Sainte-Tréphine                                            | Pontivy                                          | Schloss (Herrenhaus)       | |                      |
| Schloss Salarün Château de Salarün                                                              | Theix-Noyalo 47,656833° N, 2,675278° W           | Schloss                    | |                      |
| Herrenhaus Les Salines Manoir des Salines                                                       | Vannes 47,635833° N, 2,768472° W                 | Schloss (Herrenhaus)       | |                      |
| Herrenhaus La Salle Manoir de la Salle                                                          | Ménéac 48,157556° N, 2,5075° W                   | Schloss (Herrenhaus)       | |                      |
| Herrenhaus La Salle Manoir de la Salle                                                          | Péaule 47,602861° N, 2,309222° W                 | Schloss (Herrenhaus)       | |                      |
| Schloss La Salle Château de la Salle                                                            | Sérent 47,815139° N, 2,517222° W                 | Schloss                    | |                      |
| Schloss Les Salles Château des Salles                                                           | Sainte-Brigitte 48,182361° N, 3,135278° W        | Schloss                    | Ruine |                      |
| Schloss La Saulaye Château de la Saulaye                                                        | Béganne 47,602944° N, 2,2225° W                  | Schloss                    | |                      |
| Schloss La Sauldraye Château de la Sauldraye                                                    | Plumelec 47,834639° N, 2,597611° W               | Schloss                    | |                      |
| Schloss Séréac Château de Séréac                                                                | Muzillac 47,5531° N, 2,4453° W                   | Schloss                    | |                      |
| Herrenhaus Le Sergent de la Seigneurie de Peillac Manoir du Sergent de la Seigneurie de Peillac | Guer                                             | Schloss (Herrenhaus)       | |                      |
| Schloss Silz Château de Silz                                                                    | Arzal 47,505278° N, 2,381667° W                  | Schloss                    | |                      |
| Schloss Since Château de Since                                                                  | Theix-Noyalo                                     | Schloss                    | |                      |
| Schloss Sourdéac Château de Sourdéac                                                            | La Gacilly 47,730278° N, 2,120833° W             | Schloss                    | |                      |
| Schloss Soye Château de Soye                                                                    | Ploemeur 47,742051° N, 3,410407° W               | Schloss                    | |                      |
| Herrenhaus Stang Hingant Manoir de Stang Hingant                                                | Meslan 48,007417° N, 3,447694° W                 | Schloss (Herrenhaus)       | |                      |
| Herrenhaus Stang Nivinen Manoir de Stang Nivinen                                                | Plouay 47,906944° N, 3,350278° W                 | Schloss (Herrenhaus)       | |                      |
| Herrenhaus Le Stanven Manoir du Stanven                                                         | Plouray                                          | Schloss (Herrenhaus)       | |                      |
| Herrenhaus Suilherf Manoir de Suilherf                                                          | Saint-Aignan 48,1935° N, 3,043278° W             | Schloss (Herrenhaus)       | |                      |
| Herrenhaus Le Sulliado Manoir du Sulliado                                                       | Persquen 48,041444° N, 3,191472° W               | Schloss (Herrenhaus)       | |                      |
| Herrenhaus Surlande Manoir de Surlande                                                          | Réminiac 47,857278° N, 2,240194° W               | Schloss (Herrenhaus)       | |                      |
| Burg Suscinio Château de Suscinio                                                               | Sarzeau 47,512778° N, 2,729444° W                | Burg                       | |                      |
| Schloss Talhouët Château de Talhouët                                                            | Guidel 47,829322° N, 3,535073° W                 | Schloss                    | |                      |
| Herrenhaus Talhouët Manoir de Talhouët                                                          | Lantillac 47,946583° N, 2,654722° W              | Schloss (Herrenhaus)       | |                      |
| Schloss Talhouët Château de Talhouët                                                            | Pluherlin 47,719722° N, 2,374444° W              | Schloss                    | |                      |
| Schloss Talhouët Château de Talhouët                                                            | Pontivy 48,0725° N, 2,985833° W                  | Schloss                    | |                      |
| Schloss Talhouët Château de Talhouët                                                            | Saint-Nolff 47,699944° N, 2,6665° W              | Schloss                    | |                      |
| Herrenhaus Talhouët-Kerdec Manoir de Talhouët-Kerdec                                            | Saint-Barthélemy 47,942361° N, 3,063083° W       | Schloss (Herrenhaus)       | |                      |
| Herrenhaus Talin Manoir de Talin                                                                | Pontivy 48,052722° N, 2,972722° W                | Schloss (Herrenhaus)       | |                      |
| Schloss Tallen Château de Tallen                                                                | Camors                                           | Schloss                    | Ruine |                      |
| Herrenhaus Taya Manoir de Taya                                                                  | Néant-sur-Yvel 48,030304° N, 2,309264° W         | Schloss (Herrenhaus)       | |                      |
| Herrenhaus Le Téno Manoir du Téno                                                               | Plescop 47,686472° N, 2,8625° W                  | Schloss (Herrenhaus)       | Ruine |                      |
| Herrenhaus Tenuel Manoir de Tenuel                                                              | Baud 47,867456° N, 3,043064° W                   | Schloss (Herrenhaus)       | |                      |
| Herrenhaus Tenuel Manoir de Tenuel                                                              | Guénin 47,895231° N, 2,96903° W                  | Schloss (Herrenhaus)       | |                      |
| Schloss Le Ter Château du Ter                                                                   | Ploemeur 47,732333° N, 3,410611° W               | Schloss                    | |                      |
| Herrenhaus La Tertraie Manoir de la Tertraie                                                    | Forges de Lanouée                                | Schloss (Herrenhaus)       | |                      |
| Herrenhaus Le Tertre Manoir du Tertre                                                           | Cournon 47,753° N, 2,119083° W                   | Schloss (Herrenhaus)       | |                      |
| Herrenhaus Le Thay Manoir du Thay                                                               | Caro 47,849694° N, 2,365694° W                   | Schloss (Herrenhaus)       | |                      |
| Herrenhaus Thenouguelen Manoir de Thenouguelen                                                  | Arradon 47,626332° N, 2,810098° W                | Schloss (Herrenhaus)       | |                      |
| Schloss Les Timbrieux Château des Timbrieux                                                     | Cruguel 47,86972° N, 2,58417° W                  | Schloss                    | |                      |
| Schloss Tirpen Château de Tirpen                                                                | Malansac                                         | Schloss                    | |                      |
| Herrenhaus Tohannic Manoir de Tohannic                                                          | Vannes 47,646583° N, 2,740972° W                 | Schloss (Herrenhaus)       | |                      |
| Herrenhaus La Touche Peschard Manoir de la Touche Peschard                                      | Carentoir 47,792028° N, 2,168333° W              | Schloss (Herrenhaus)       | |                      |
| Herrenhaus La Touche Manoir de la Touche                                                        | Ploërmel                                         | Schloss (Herrenhaus)       | |                      |
| Herrenhaus La Touche-Carné Manoir de la Touche-Carné                                            | Val d’Oust 47,879944° N, 2,4365° W               | Schloss (Herrenhaus)       | |                      |
| Herrenhaus La Touche-Kervier Manoir de la Touche-Kervier                                        | Saint-Marcel                                     | Schloss (Herrenhaus)       | |                      |
| Schloss La Touche-Larcher Château de la Touche-Larcher                                          | Campénéac 47,974167° N, 2,3225° W                | Schloss                    | |                      |
| Schloss Les Touches Château des Touches                                                         | Porcaro 47,9175° N, 2,188611° W                  | Schloss                    | |                      |
| Herrenhaus Toul-Lann Manoir de Toul-Lann                                                        | Riantec 47,704222° N, 3,272667° W                | Schloss (Herrenhaus)       | |                      |
| Herrenhaus Toulboedo Manoir de Toulboedo                                                        | Locmalo 48,060556° N, 3,194167° W                | Schloss (Herrenhaus)       | |                      |
| Schloss Toulhoët Château de Toulhoët                                                            | La Vraie-Croix 47,658837° N, 2,757798° W         | Schloss                    | |                      |
| Schloss Toulvern Château de Toulvern                                                            | Baden 47,593834° N, 2,925043° W                  | Schloss                    | |                      |
| Herrenhaus La Tour Manoir de la Tour                                                            | Caro 47,864167° N, 2,318333° W                   | Schloss (Herrenhaus)       | |                      |
| Burg La Tour-au-Duc Motte de la Tour-au-Duc                                                     | Le Saint 48,085972° N, 3,543944° W               | Burg (Motte)               | Abgegangen, Erd-/Turmhügelburg |                      |
| Schloss La Touraille Château de la Touraille                                                    | Augan 47,916918° N, 2,302886° W                  | Schloss                    | |                      |
| Herrenhaus Trébrat Manoir de Trébrat                                                            | Saint-Avé 47,687278° N, 2,709528° W              | Schloss (Herrenhaus)       | |                      |
| Herrenhaus Trébulan Manoir de Trébulan                                                          | Guer 47,92175° N, 2,134167° W                    | Schloss (Herrenhaus)       | |                      |
| Burg Trécesson Château de Trécesson                                                             | Campénéac 47,9758° N, 2,2736° W                  | Burg (Wasserburg)          | |                      |
| Herrenhaus Trédec Manoir de Trédec                                                              | Locqueltas 47,745694° N, 2,744056° W             | Schloss (Herrenhaus)       | |                      |
| Schloss Trédion Château de Trédion                                                              | Trédion 47,791146° N, 2,596996° W                | Schloss                    | |                      |
| Schloss Tréfaven Château de Tréfaven                                                            | Lorient 47,76575° N, 3,366389° W                 | Schloss                    | |                      |
| Schloss Trégouët Château de Trégouët                                                            | Béganne 47,596833° N, 2,226472° W                | Schloss                    | |                      |
| Schloss Tregouët Château de Tregouët                                                            | Le Cours 47,732771° N, 2,489879° W               | Schloss                    | |                      |
| Schloss Trégranteur Château de Trégranteur                                                      | Guégon 47,902491° N, 2,547626° W                 | Schloss                    | |                      |
| Herrenhaus Trégus Manoir de Trégus                                                              | Férel                                            | Schloss (Herrenhaus)       | |                      |
| Herrenhaus Tréhardet Manoir de Tréhardet                                                        | Bignan 47,886389° N, 2,739444° W                 | Schloss (Herrenhaus)       | |                      |
| Herrenhaus Tréhiguier Manoir de Tréhiguier                                                      | Pénestin 47,493694° N, 2,440639° W               | Schloss (Herrenhaus)       | |                      |
| Schloss Trélo Château de Trélo                                                                  | Carentoir 47,850694° N, 2,123889° W              | Schloss                    | |                      |
| Schloss Trémégan Château de Trémégan                                                            | Larré                                            | Schloss                    | |                      |
| Schloss Trémelgon Château de Trémelgon                                                          | Ambon                                            | Schloss                    | |                      |
| Schloss Trémelin Château de Trémelin                                                            | Camors                                           | Schloss                    | |                      |
| Herrenhaus Tremer Manoir de Tremer                                                              | Brandivy                                         | Schloss (Herrenhaus)       | |                      |
| Schloss Trémohar Château de Trémohar                                                            | Berric 47,633889° N, 2,566111° W                 | Schloss                    | |                      |
| Herrenhaus Tresclé Manoir de Tresclé                                                            | Cléguérec                                        | Schloss (Herrenhaus)       | |                      |
| Herrenhaus Le Trest Manoir du Trest                                                             | Sarzeau                                          | Schloss (Herrenhaus)       | |                      |
| Schloss Treulan Château de Treulan                                                              | Pluneret 47,707917° N, 2,980694° W               | Schloss                    | |                      |
| Herrenhaus Trévelaneuc Manoir de Trévelaneuc                                                    | Guégon 47,923056° N, 2,5525° W                   | Schloss (Herrenhaus)       | |                      |
| Herrenhaus Trévelin Manoir de Trévelin                                                          | Cléguérec 48,0995° N, 3,029361° W                | Schloss (Herrenhaus)       | |                      |
| Schloss Tréviantec Château de Tréviantec                                                        | Saint-Avé 47,705361° N, 2,771861° W              | Schloss                    | |                      |
| Herrenhaus Trieux Manoir de Trieux                                                              | Augan                                            | Schloss (Herrenhaus)       | |                      |
| Herrenhaus Tromeur Manoir de Tromeur                                                            | Sérent 47,854167° N, 2,503611° W                 | Schloss (Herrenhaus)       | |                      |
| Schloss Tronchâteau Château de Tronchâteau                                                      | Cléguer 47,862012° N, 3,39759° W                 | Schloss                    | |                      |
| Herrenhaus Trongoff Manoir de Trongoff                                                          | Plumergat 47,728333° N, 2,903333° W              | Schloss (Herrenhaus)       | |                      |
| Schloss Tronjoly Château de Tronjoly                                                            | Gourin 48,144583° N, 3,609583° W                 | Schloss                    | |                      |
| Herrenhaus Tronscorff Manoir de Tronscorff                                                      | Langoëlan 48,091611° N, 3,2185° W                | Schloss (Herrenhaus)       | |                      |
| Schloss Trovern Château de Trovern                                                              | Guidel 47,802881° N, 3,470616° W                 | Schloss                    | |                      |
| Herrenhaus La Trumelais Manoir de la Trumelais                                                  | Guer                                             | Schloss (Herrenhaus)       | |                      |
| Schloss Truscat Château de Truscat                                                              | Sarzeau 47,537885° N, 2,768836° W                | Schloss                    | |                      |
| Herrenhaus Trussac Manoir de Trussac                                                            | Vannes 47,647833° N, 2,764444° W                 | Schloss (Herrenhaus)       | |                      |
| Schloss Turpault Château Turpault                                                               | Quiberon 47,473583° N, 3,130361° W               | Schloss                    | |                      |
| Herrenhaus Ty Mat Manoir de Ty Mat                                                              | Inzinzac-Lochrist 47,853917° N, 3,240389° W      | Schloss (Herrenhaus)       | |                      |
| Herrenhaus Ty Nehue Manoir de Ty Nehue                                                          | Inzinzac-Lochrist                                | Schloss (Herrenhaus)       | |                      |
| Herrenhaus Le Val au Houx Manoir du Val au Houx                                                 | Guégon 47,930694° N, 2,54° W                     | Schloss (Herrenhaus)       | |                      |
| Herrenhaus Le Val Manoir du Val                                                                 | Landévant 47,780389° N, 3,116056° W              | Schloss (Herrenhaus)       | |                      |
| Herrenhaus Le Val-Néant Manoir du Val-Néant                                                     | Val d’Oust 47,860333° N, 2,458° W                | Schloss (Herrenhaus)       | |                      |
| Festung Vannes Remparts de Vannes                                                               | Vannes                                           | Festung (Stadtbefestigung) | Erstes Castrum in römischer Zeit im 3. Jahrhundert, Erweiterung der Befestigungen im Mittelalter, besonders im 14. Jahrhundert, Ausbau zur Festung im 17. Jahrhundert |                      |
| Herrenhaus Le Vau d’Arz Manoir du Vau d'Arz                                                     | Malansac 47,714444° N, 2,331306° W               | Schloss (Herrenhaus)       | |                      |
| Herrenhaus Vau de Quip Manoir de Vau de Quip                                                    | Allaire 47,668052° N, 2,181753° W                | Schloss (Herrenhaus)       | |                      |
| Zitadelle Vauban Citadelle Vauban (Citadelle de Belle-Île-en-Mer)                               | Le Palais                                        | Festung                    | |                      |
| Herrenhaus Le Vaugace Manoir du Vaugace                                                         | Saint-Marcel 47,811889° N, 2,403889° W           | Schloss (Herrenhaus)       | |                      |
| Schloss Le Verger Château du Verger                                                             | Gestel 47,82141° N, 3,43449° W                   | Schloss                    | |                      |
| Herrenhaus Le Verger Manoir du Verger                                                           | Gestel 47,823083° N, 3,432389° W                 | Schloss (Herrenhaus)       | |                      |
| Herrenhaus Le Verger Manoir du Verger                                                           | Guilliers 48,067778° N, 2,418611° W              | Schloss (Herrenhaus)       | |                      |
| Herrenhaus Le Verger Manoir du Verger                                                           | Noyal-Pontivy 48,067361° N, 2,881111° W          | Schloss (Herrenhaus)       | |                      |
| Herrenhaus Le Vertin Manoir du Vertin                                                           | Sarzeau 47,541944° N, 2,79125° W                 | Schloss (Herrenhaus)       | |                      |
| Herrenhaus Vieille-Roche Manoir de Vieille-Roche                                                | Arzal 47,503667° N, 2,38825° W                   | Schloss (Herrenhaus)       | |                      |
| Herrenhaus La Vieille Ville Manoir de la Vieille Ville                                          | Loyat 47,992222° N, 2,311778° W                  | Schloss (Herrenhaus)       | |                      |
| Herrenhaus Le Vieux-Bourg Manoir du Vieux-Bourg                                                 | La Grée-Saint-Laurent                            | Schloss (Herrenhaus)       | |                      |
| Burg Le Vieux-Moulin Motte du Vieux-Moulin                                                      | Saint-Nolff                                      | Burg (Motte)               | Abgegangen, Erd-/Turmhügelburg |                      |
| Burg Le Vieux-Saint-Yves Motte castrale du Vieux-Saint-Yves                                     | Bubry 47,929064° N, 3,155545° W                  | Burg (Motte)               | Abgegangen, Erd-/Turmhügelburg |                      |
| Herrenhaus La Vigne Manoir de la Vigne                                                          | Languidic 47,882611° N, 3,171528° W              | Schloss (Herrenhaus)       | |                      |
| Herrenhaus La Ville au Chêne Manoir de la Ville au Chêne                                        | Malansac 47,682278° N, 2,310972° W               | Schloss (Herrenhaus)       | |                      |
| Herrenhaus La Ville Aubert Manoir de la Ville Aubert                                            | Malansac 47,681667° N, 2,37° W                   | Schloss (Herrenhaus)       | |                      |
| Herrenhaus La Ville Beuve Manoir de la Ville Beuve                                              | Guégon                                           | Schloss (Herrenhaus)       | |                      |
| Herrenhaus La Ville Blanche Manoir de la Ville Blanche                                          | Monteneuf 47,862361° N, 2,205083° W              | Schloss (Herrenhaus)       | |                      |
| Herrenhaus La Ville Dan Manoir de la Ville Dan                                                  | Guillac 47,920778° N, 2,482111° W                | Schloss (Herrenhaus)       | |                      |
| Herrenhaus La Ville Daniel Manoir de la Ville Daniel                                            | Monteneuf 47,880944° N, 2,149222° W              | Schloss (Herrenhaus)       | |                      |
| Schloss La Ville Davy Château de la Ville Davy                                                  | Mauron 48,099923° N, 2,29268° W                  | Schloss                    | |                      |
| Schloss La Ville Der Château de la Ville Der                                                    | Val d’Oust 47,868889° N, 2,468056° W             | Schloss                    | |                      |
| Herrenhaus La Ville des Prés Manoir de la Ville des Prés                                        | Bohal                                            | Schloss (Herrenhaus)       | Ruine |                      |
| Herrenhaus La Ville ès Vents Manoir de la Ville ès Vents                                        | Guégon                                           | Schloss (Herrenhaus)       | |                      |
| Herrenhaus La Ville Goyat Manoir de la Ville Goyat                                              | Taupont 47,955278° N, 2,419222° W                | Schloss (Herrenhaus)       | |                      |
| Herrenhaus La Ville Gros Manoir de la Ville Gros                                                | Sérent 47,822278° N, 2,515278° W                 | Schloss (Herrenhaus)       | |                      |
| Schloss La Ville Huë Château de la Ville Huë                                                    | Guer 47,934739° N, 2,149875° W                   | Schloss                    | |                      |
| Schloss La Ville Julo Château de la Ville Julo                                                  | Malansac 47,676356° N, 2,298671° W               | Schloss                    | |                      |
| Herrenhaus La Ville Morin Manoir de la Ville Morin                                              | Monteneuf 47,861111° N, 2,214139° W              | Schloss (Herrenhaus)       | |                      |
| Herrenhaus La Ville Pelote Manoir de la Ville Pelote                                            | Guégon 47,929361° N, 2,562444° W                 | Schloss (Herrenhaus)       | |                      |
| Schloss La Ville Quéno Château de la Ville Quéno                                                | Carentoir 47,836° N, 2,077611° W                 | Schloss                    | |                      |
| Schloss La Ville-Aubert Château de la Ville-Aubert                                              | Campénéac 47,976442° N, 2,309571° W              | Schloss                    | |                      |
| Herrenhaus La Ville-Caro Manoir de la Ville-Caro                                                | Les Fougerêts 47,747028° N, 2,201472° W          | Schloss (Herrenhaus)       | |                      |
| Herrenhaus La Ville-Gauthier Manoir de la Ville-Gauthier                                        | Lantillac                                        | Schloss (Herrenhaus)       | |                      |
| Herrenhaus La Ville-Gauthier Manoir de la Ville-Gauthier                                        | Ploërmel                                         | Schloss (Herrenhaus)       | |                      |
| Schloss La Ville-Gué Château de la Ville-Gué                                                    | Lantillac 47,946667° N, 2,670417° W              | Schloss                    | |                      |
| Herrenhaus La Ville-Guéhard Manoir de la Ville-Guéhard                                          | Lizio 47,865556° N, 2,492444° W                  | Schloss (Herrenhaus)       | |                      |
| Schloss La Ville-Janvier Château de la Ville-Janvier                                            | Cournon 47,751285° N, 2,124105° W                | Schloss                    | |                      |
| Herrenhaus La Ville-Louet Manoir de la Ville-Louet                                              | La Gacilly                                       | Schloss (Herrenhaus)       | |                      |
| Herrenhaus La Ville-Martel Manoir de la Ville-Martel                                            | Mohon 48,055444° N, 2,483417° W                  | Schloss (Herrenhaus)       | |                      |
| Herrenhaus La Ville-Moisan Manoir de la Ville-Moisan                                            | La Croix-Helléan 47,95875° N, 2,534222° W        | Schloss (Herrenhaus)       | |                      |
| Herrenhaus La Ville-Robert Manoir de la Ville-Robert                                            | Ruffiac 47,807278° N, 2,255° W                   | Schloss (Herrenhaus)       | |                      |
| Schloss La Ville-Voisin Château de la Ville-Voisin                                              | Augan 47,9001° N, 2,27206° W                     | Schloss                    | |                      |
| Schloss La Villechauve Château de la Villechauve                                                | Les Fougerêts 47,757417° N, 2,221111° W          | Schloss                    | |                      |
| Schloss La Villeneuve Château de la Villeneuve                                                  | Baud 47,87436° N, 3,011366° W                    | Schloss                    | |                      |
| Herrenhaus La Villeneuve Manoir de la Villeneuve                                                | Brech 47,710389° N, 3,020222° W                  | Schloss (Herrenhaus)       | |                      |
| Herrenhaus Villeneuve Manoir de Villeneuve                                                      | Lanvénégen                                       | Schloss (Herrenhaus)       | |                      |
| Herrenhaus La Villeneuve Manoir de la Villeneuve                                                | Peillac 47,715° N, 2,237694° W                   | Schloss (Herrenhaus)       | |                      |
| Schloss Villeneuve Château de Villeneuve                                                        | Pleucadeuc 47,765278° N, 2,439167° W             | Schloss                    | |                      |
| Schloss La Villeneuve Château de la Villeneuve                                                  | Pontivy 48,081111° N, 2,97875° W                 | Schloss                    | |                      |
| Herrenhaus La Villeneuve Manoir de la Villeneuve                                                | Val d’Oust 47,865972° N, 2,390444° W             | Schloss (Herrenhaus)       | |                      |
| Schloss La Villeneuve-Jacquelot Château de la Villeneuve-Jacquelot                              | Quistinic 47,936111° N, 3,113611° W              | Schloss                    | |                      |
| Schloss La Voltais Château de la Voltais                                                        | Monteneuf 47,89375° N, 2,182083° W               | Schloss                    | |                      |